# Tourbière
Localisation
Une tourbière est une zone humide dont le sol contient une grande quantité de matière organique. La dégradation de cette matière organique, issue des plantes, est fortement ralentie à cause de la saturation en eau. La végétation, en mourant, s'accumule progressivement pour former la tourbe. Les tourbières séquestrent le carbone de façon très efficace, et l'ensemble des tourbières de la planète stockent environ le double de la quantité de carbone trouvée dans la biomasse de toutes les forêts du monde réunies. Les écosystèmes tourbeux couvrent 3 % à 5 % des surfaces terrestres émergées. Elles représentent environ un tiers des zones humides du monde. La grande majorité des surfaces se trouve dans les régions froides de l'hémisphère Nord, mais des ensembles importants existent aussi dans les régions équatoriales. De nombreuses espèces spécialisées ne vivent que dans ces milieux, leur conférant une importance pour la conservation de la biodiversité dans les régions où ils sont devenus rares.

## Conditions d'apparition et de maintien des tourbières

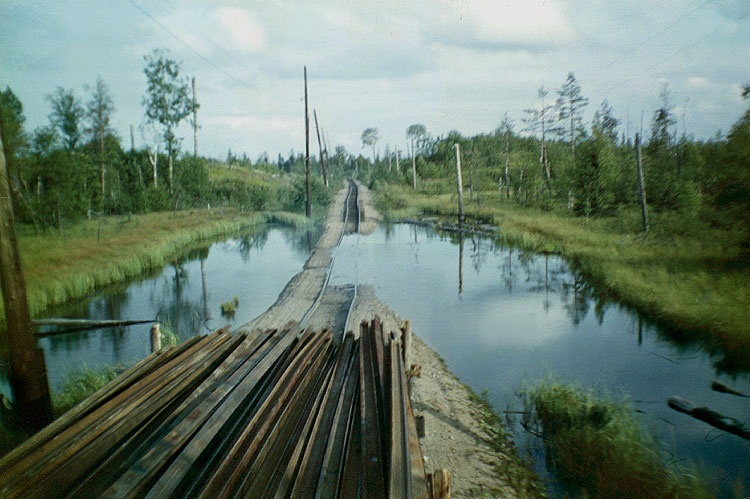
La déforestation massive provoque l'apparition de marécages. Belorucheiskaya (Russie) chemin de fer forestier en 1977.

L'apparition et le maintien des tourbières dépendent de certains facteurs, tels que :

### Le bilan hydrique
Le bilan hydrique doit être nul ou positif de sorte que le milieu soit presque constamment inondé ou gorgé d'eau. Les milieux aquatiques sont pauvres en dioxygène et c'est une cause de la préservation de la matière organique. Cette abondance en eau peut être due à divers facteurs :
- le relief, qui doit permettre d'une manière ou d'une autre une stagnation de l'eau ;
- une pluviométrie importante supérieure à l'évapotranspiration ;
- un sous-sol rocheux, argileux et quelquefois sableux relativement imperméable limitant les pertes d'eau par infiltration ;
- la présence de doline qui permet l'approvisionnement en eau.

### Le climat
On trouve des tourbières dans le milieu arctique, subarctique, tempéré et tropical.
- En zone tempérée, la température doit être faible, ce qui ralentit encore les processus de décomposition de la matière organique morte.
- En zone tropicale, ce sont les précipitations importantes qui compensent l'importante évapotranspiration.

### Facteurs qui maintiennent le milieu tourbeux
- une flore particulière, qui peut parfois sur des pentes (« tourbières de pentes ») freiner ou stocker l'eau (sphaignes sur sols acides ou acidifiés, les roseaux étant plus caractéristiques des zones alcalines) ;
- l'acidité du sol, naturelle (fréquente en zone tropicale) ou auto-entretenue (par exemple par les sphaignes), est un facteur qui ralentit la décomposition de la lignine et des plantes dans le cas des tourbières acides. Dans ce cas, les tourbières sont souvent liées aussi à une pauvreté trophique du sol (qui n'implique pas une faible biodiversité).

## Classification et typologie des tourbières

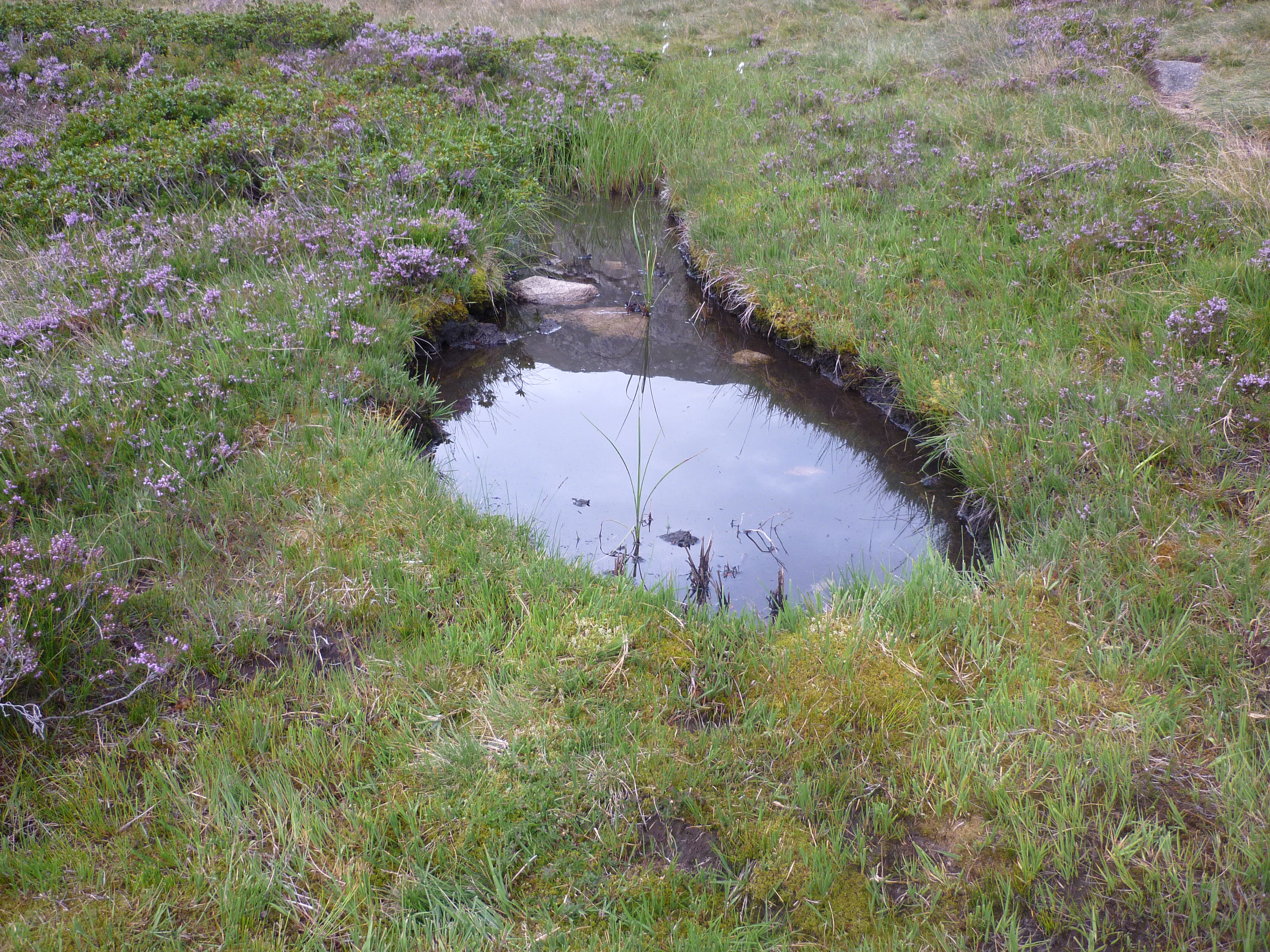
Tourbière acide à sphaigne et callune (Pyrénées, Ariège)

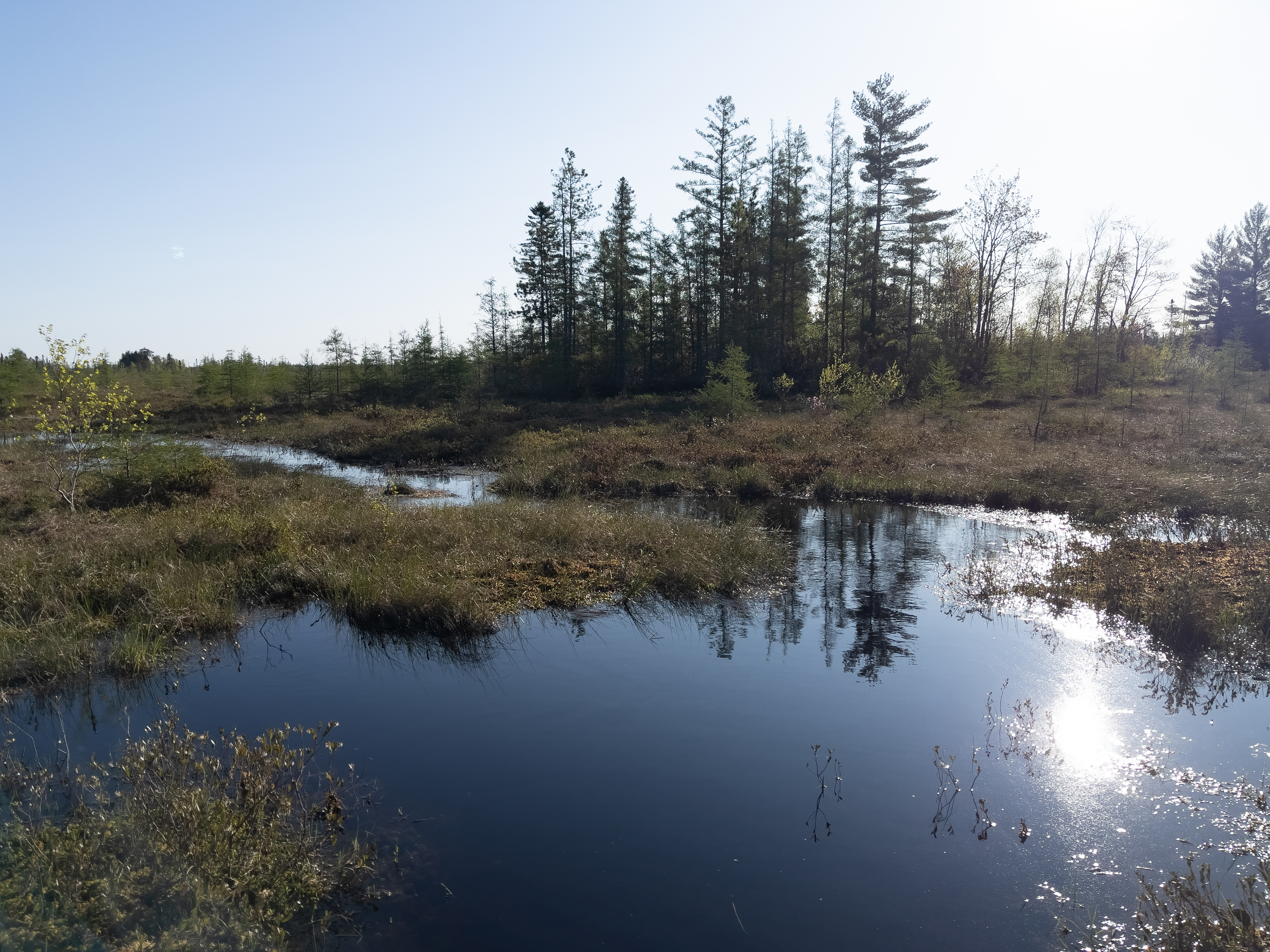
Tourbière du Lac-à-la-Tortue (ombrotrophe), Québec, Canada

Il existe de nombreux types de tourbières, selon leur latitude, altitude, région biogéographique, géologie, écologie, etc. Comme les autres zones humides, ces écosystèmes abritent une biodiversité élevée et très souvent des espèces rares, ou devenues rares, ou dont les conditions de vie sont fragiles. La végétation et la faune y présentent souvent des adaptations ou caractéristiques singulières, parfois uniques : les plantes carnivores comme les rossolis ou les utriculaires, les plantes boréales[Quoi ?], le lézard vivipare, de nombreux invertébrés rares, etc. sont caractéristiques des tourbières et parfois leur sont inféodés.
La classification des tourbières est encore en discussion dans la communauté scientifique. Il est parfois difficile de faire la distinction entre deux types, ou de « classer une tourbière » dans une catégorie, d'autant qu'il existe des complexes tourbeux composés de deux ou plusieurs types de tourbières.
Le classement peut s'effectuer selon plusieurs critères :
- l'activité : une tourbière est dite « active » quand la turbigénèse (production de tourbe) y existe ;
- le pH :
  - les tourbières acides à sphaignes, de pH inférieur à 4,
  - les tourbières alcalines à carex, de pH supérieur à 6 ;
- le mode d'alimentation en eau :
  - tourbière soligène : ce sont les tourbières de pentes et de sources, elles sont situées sur une pente et sont alimentées par les eaux de ruissellement ou directement par une source adjacente,
  - tourbière topogène : cette catégorie de tourbière est située en fond de vallon ou dans une cuvette ou dépression quelconque,
  - tourbière limnogène : ce type de tourbière se développe à partir des berges d'un lac, en colonisant progressivement la surface en eau jusqu'à complètement la recouvrir,
  - tourbière fluviogène : située à proximité d'un fleuve ou d'un grand cours d'eau, ce type de tourbière est alimenté en eau par la nappe d'eau souterraine et/ou ponctuellement par les crues du fleuve voisin, qui apportent à la fois une nouvelle quantité d'eau et des alluvions ;

- on distingue encore deux types d'alimentation en eau de la tourbière :
  - une tourbière minérotrophe (fen en anglais) est alimentée par des eaux de ruissellement et par la nappe souterraine en majorité, et donc alimentée en éléments minéraux en provenance du sous-sol minéral,
  - une tourbière ombrotrophe (bog en anglais) est alimentée en eau uniquement par les précipitations atmosphériques. Déconnectée de la nappe phréatique, la tourbière s'assèche progressivement ; le sol et l'eau que l'on y trouve sont souvent plus acides et plus pauvres en éléments minéraux nutritifs que les tourbières minérotrophes.

En fonction de l'épaisseur de la tourbe, et de sa teneur en matière organique, on distingue également les zones paratourbeuses (où l'épaisseur de tourbe est encore peu importante, dans les zones récentes comme les carrières ou gravières abandonnées), et les zones semi-tourbeuses (à teneur en matière organique plus faible).
On distingue aussi quelquefois une zone périphérique minérotrophe, souvent boisée, appelée lagg (en).

## Formation des tourbières et de la tourbe

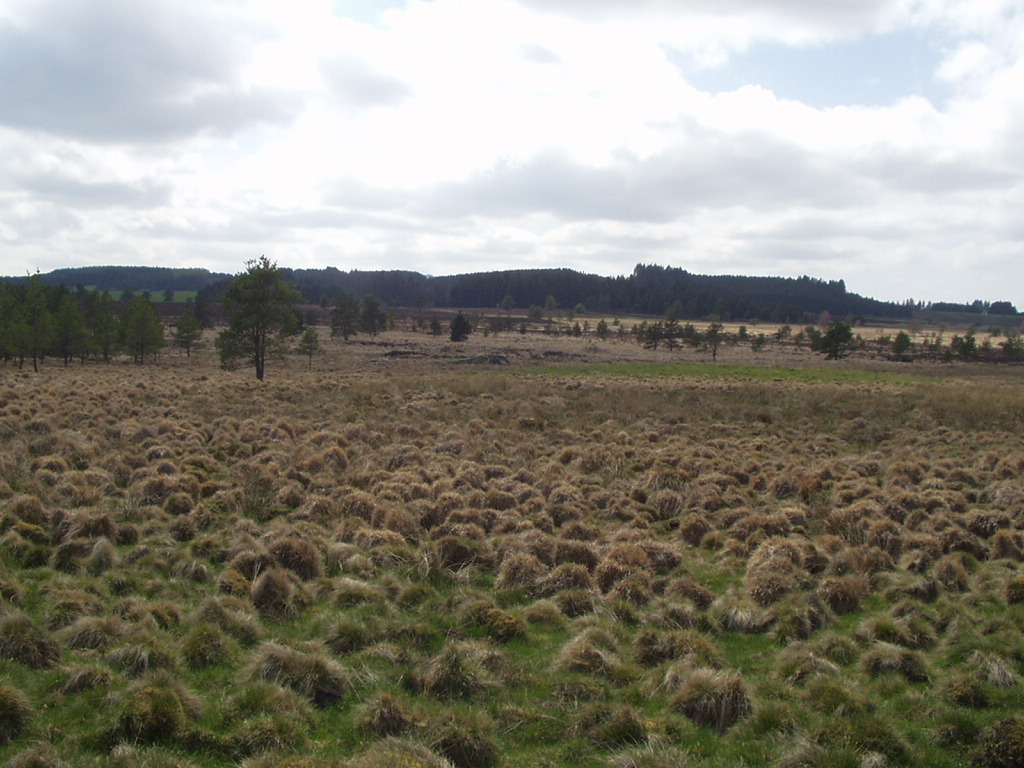
Tourbière de Longéroux (Corrèze)

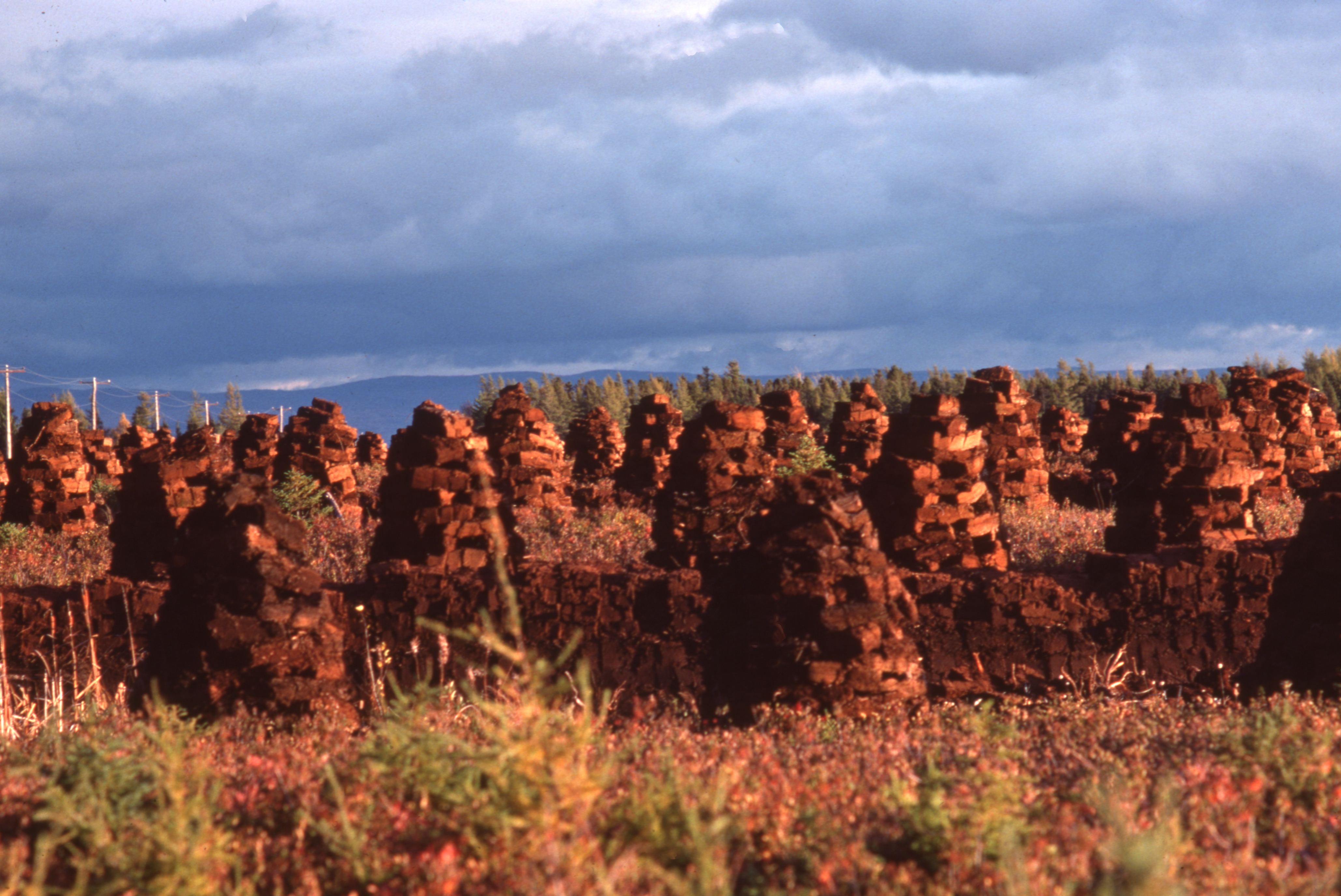
Tourbière et tourbe à sécher, L'isle-aux-Coudres, Québec, Canada, 1976

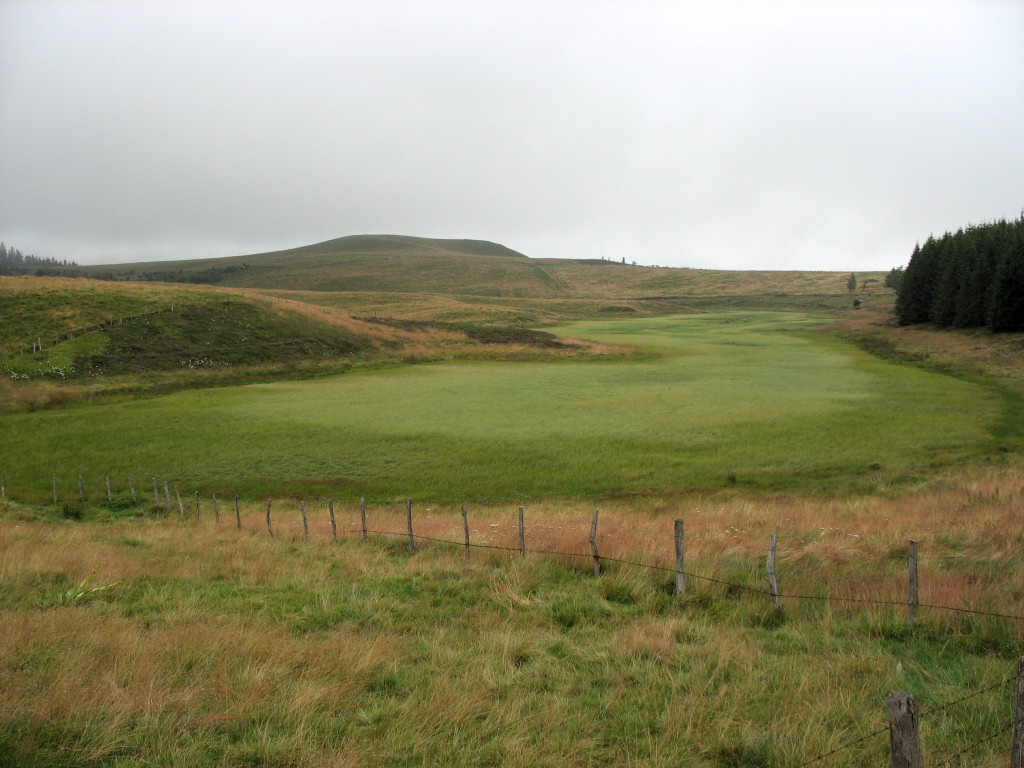
Lac Estivadoux (Puy-de-Dôme)

La turbification, tourbification ou entourbement est la transformation des habitats terrestres et aquatiques en tourbières à la suite d'un changement des conditions hydrologiques du substrat ou des conditions atmosphériques. Résultant de la faible et lente évolution anaérobie de matière organique non décomposée (essentiellement végétale), elle conduit à la turbigenèse ou turfigenèse, la formation de la tourbe issue de l'accumulation progressive de cette matière organique et de son tassement au cœur d'une tourbière.
La tourbe se développe en général dans un milieu presque constamment gorgé d'eau, sous un climat frais et humide, conditions très défavorables à la décomposition de la matière organique. De ce fait, la tourbe se caractérise par sa très forte quantité de matières organiques mortes non décomposées, dont la teneur peut aller jusqu'à 80 à 90 %. Les deux grands processus d'entourbement sont la paludification (apparition de groupements végétaux flottants palustres ou tourbeux par apport et stagnation d'eau dans un milieu auparavant
relativement sec), et l'atterrissement  (terrestrialisation en anglais : passage progressif d'un milieu aquatique vers un milieu plus terrestre par comblement).
L'évolution d'une tourbière à sphaignes passe par plusieurs grands stades : phase de l'eau libre (dépourvue de végétation hygrophyte), stade pionnier (radeau flottant formé par la croissance centripète de ceintures végétales — développement de touffes de carex et de joncs en touradons — autour desquelles colonisent des sphaignes), stade tremblant ou tourbière flottante (épaississement du radeau encore tremblant sur l'eau libre), phase du bombage de la tourbière (tourbière haute ou bombée par la poursuite du développement horizontal et vertical des sphaignes), phase d'affaissement (tassement de la tourbe qui creuse des gouilles par endroits et assèchement de la tourbière qui favorise le développement de plantes de milieux plus secs : lichens terricoles acidiphiles du genre Cladonia, molinaies, arbres — bouleaux, saules puis chênes, hêtres —, Éricacées — callune, myrtille, airelle — et camarine),.
On distingue schématiquement trois types de tourbe :
- tourbe blonde (tourbe fibrique) : formée par sphaignes, gorgée d'eau, structure fibrique, acide, riche en carbone organique ;
- tourbe brune (tourbe mésique) ;
- tourbe noire (tourbe saprique) : formée par joncs et laîches, moins gorgée d'eau car plus dense, structure mésique à saprique, pH moins acide que les deux précédentes, plus minéralisée.

De façon schématique, une tourbière « classique » (c'est-à-dire au sens le plus courant : les lacs-tourbières) connaît plusieurs phases de développement : depuis le comblement progressif d'une dépression naturelle remplie d'eau par des plantes partant du bord, passant par la constitution d'un véritable tapis végétal s'épaississant petit à petit jusqu'à gonflement du tapis et rejet de l'eau à la périphérie. La tourbière s'assèche progressivement et devient inactive (il n'y a plus de formation de tourbe) : cela se traduit par son affaissement et souvent par son boisement.

## Faune et flore

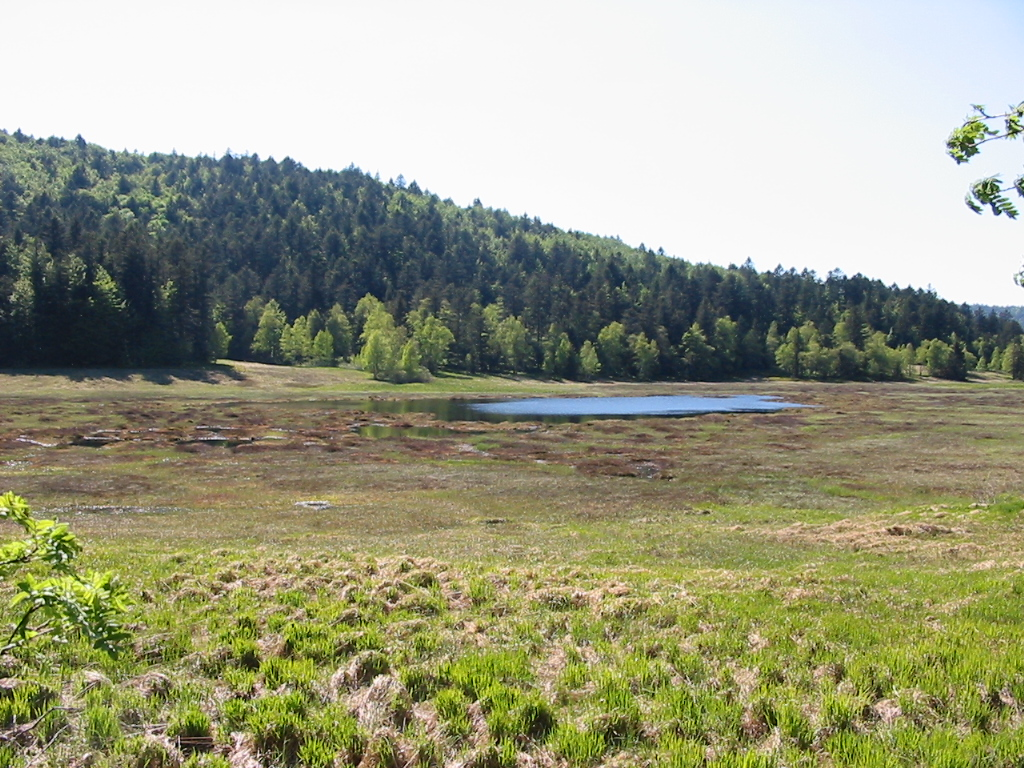
Tourbière protégée de l'étang de Machais, commune de La Bresse (Vosges, France)
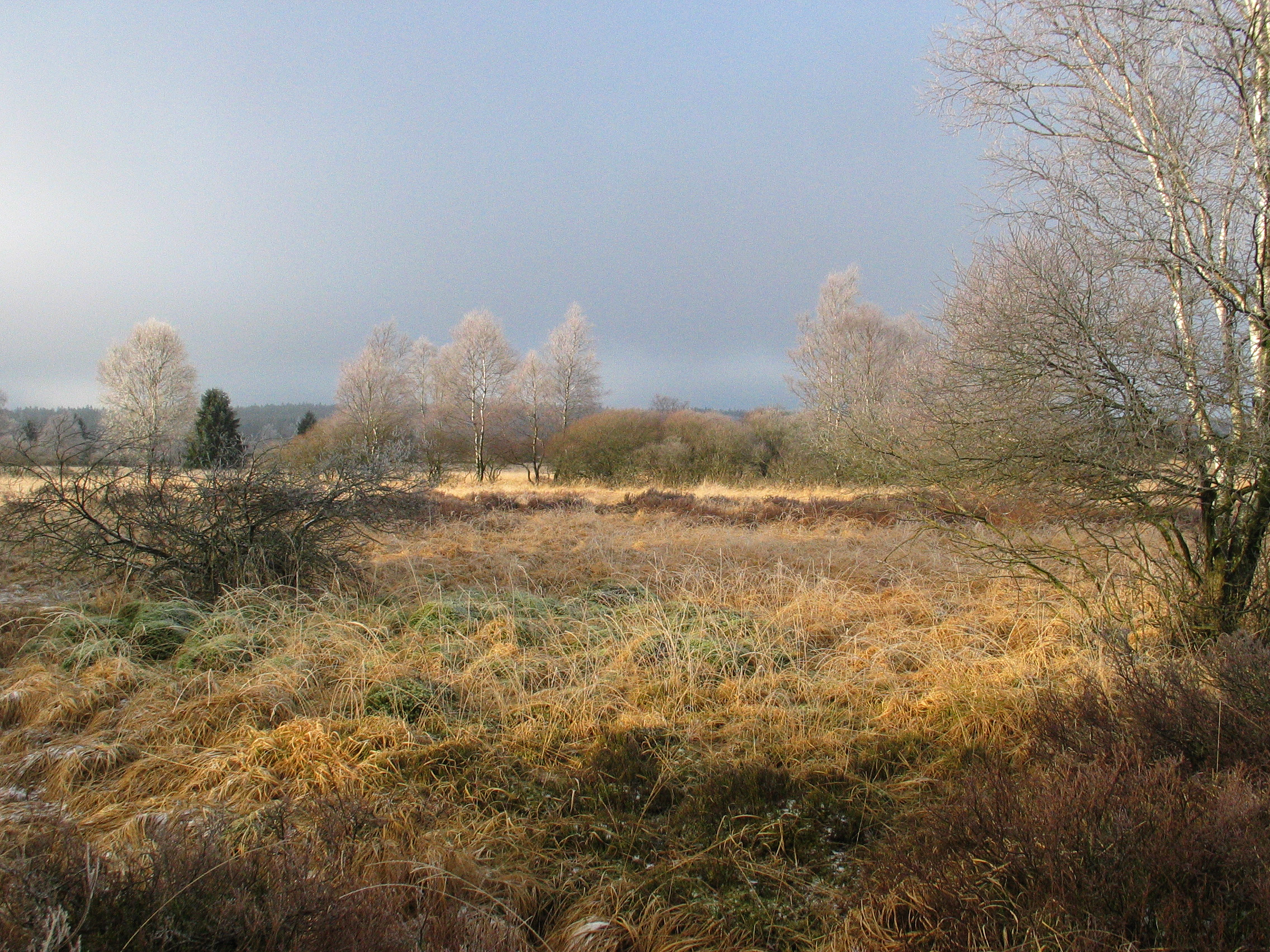
Massif tourbeux des Hautes Fagnes en Belgique
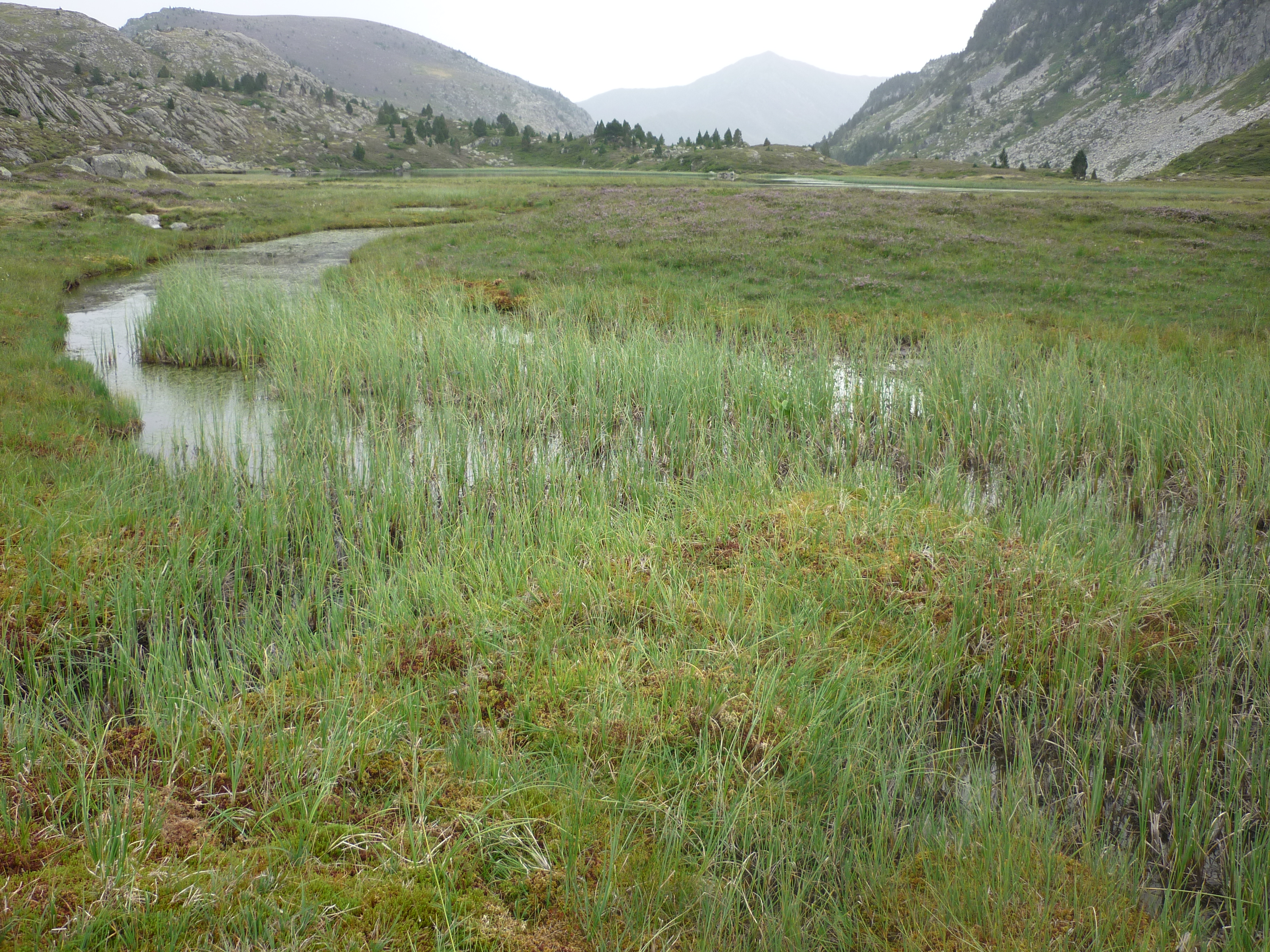
Tourbière à Bassiès, commune d'Auzat, Ariège, Pyrénées
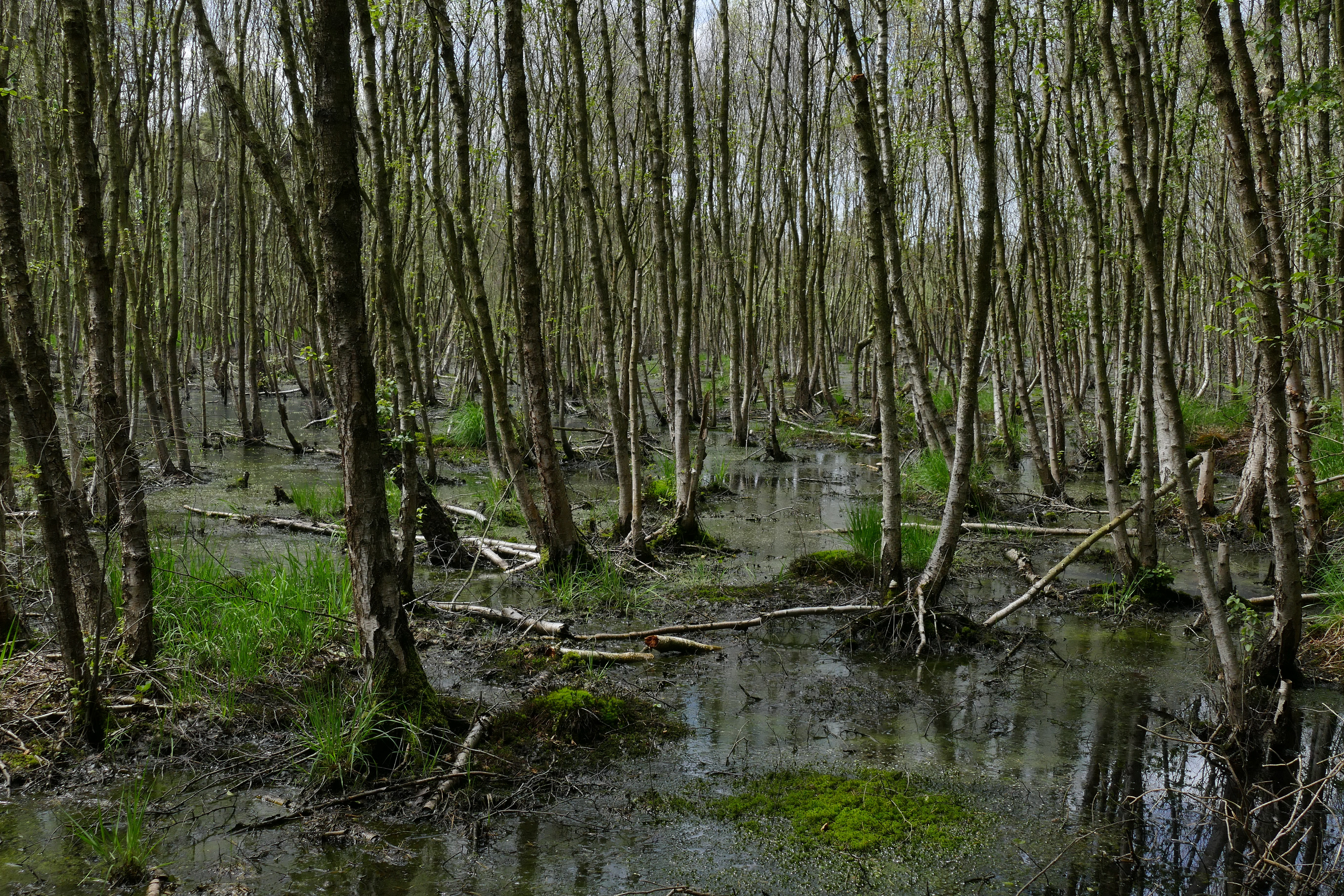
Tourbière de Altwarmbüchener Moor, près de Hanovre. Juin 2017.
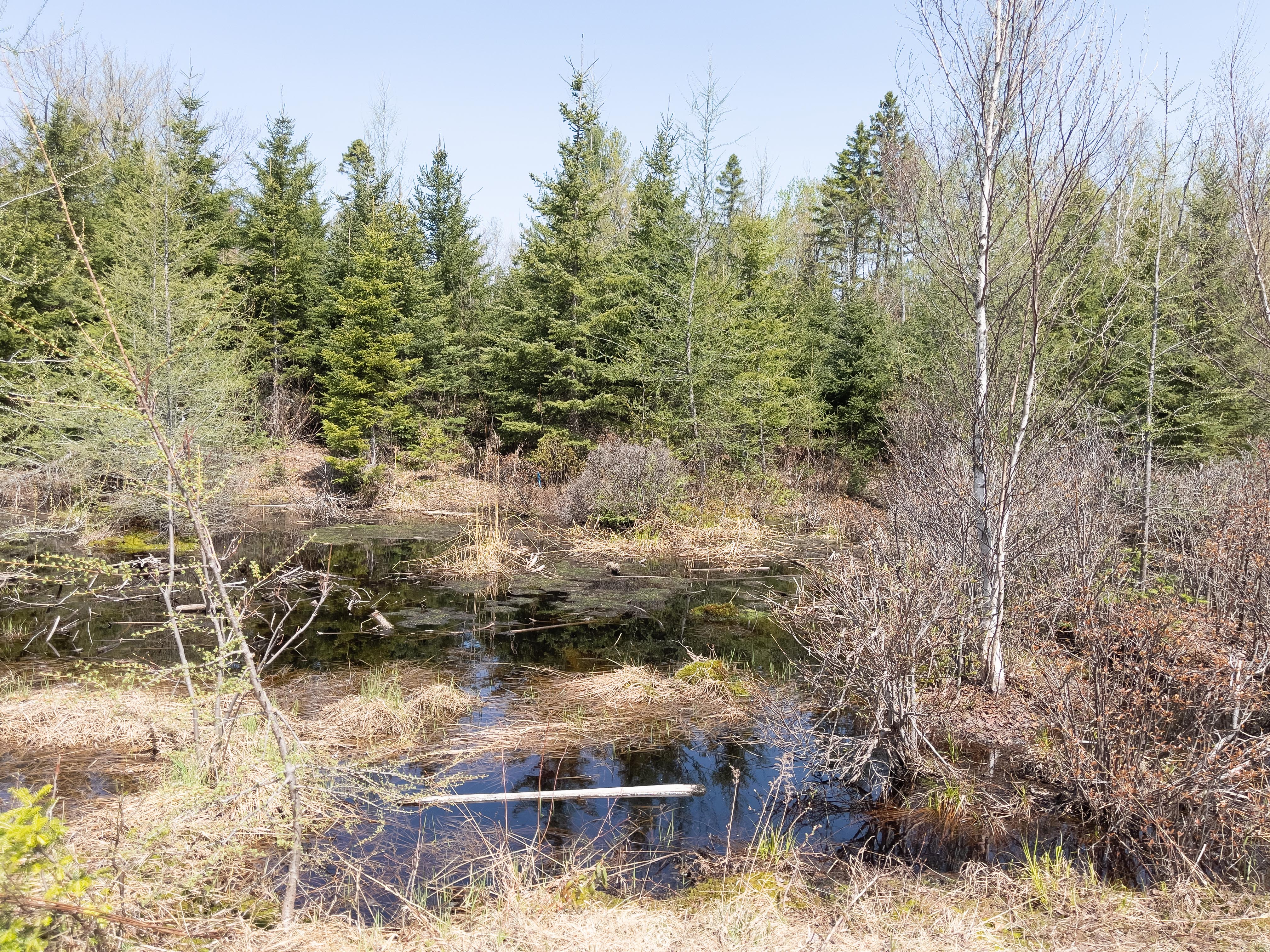
Réserve écologique Lac-à-la-Tortue[8], Mauricie, Québec, Canada

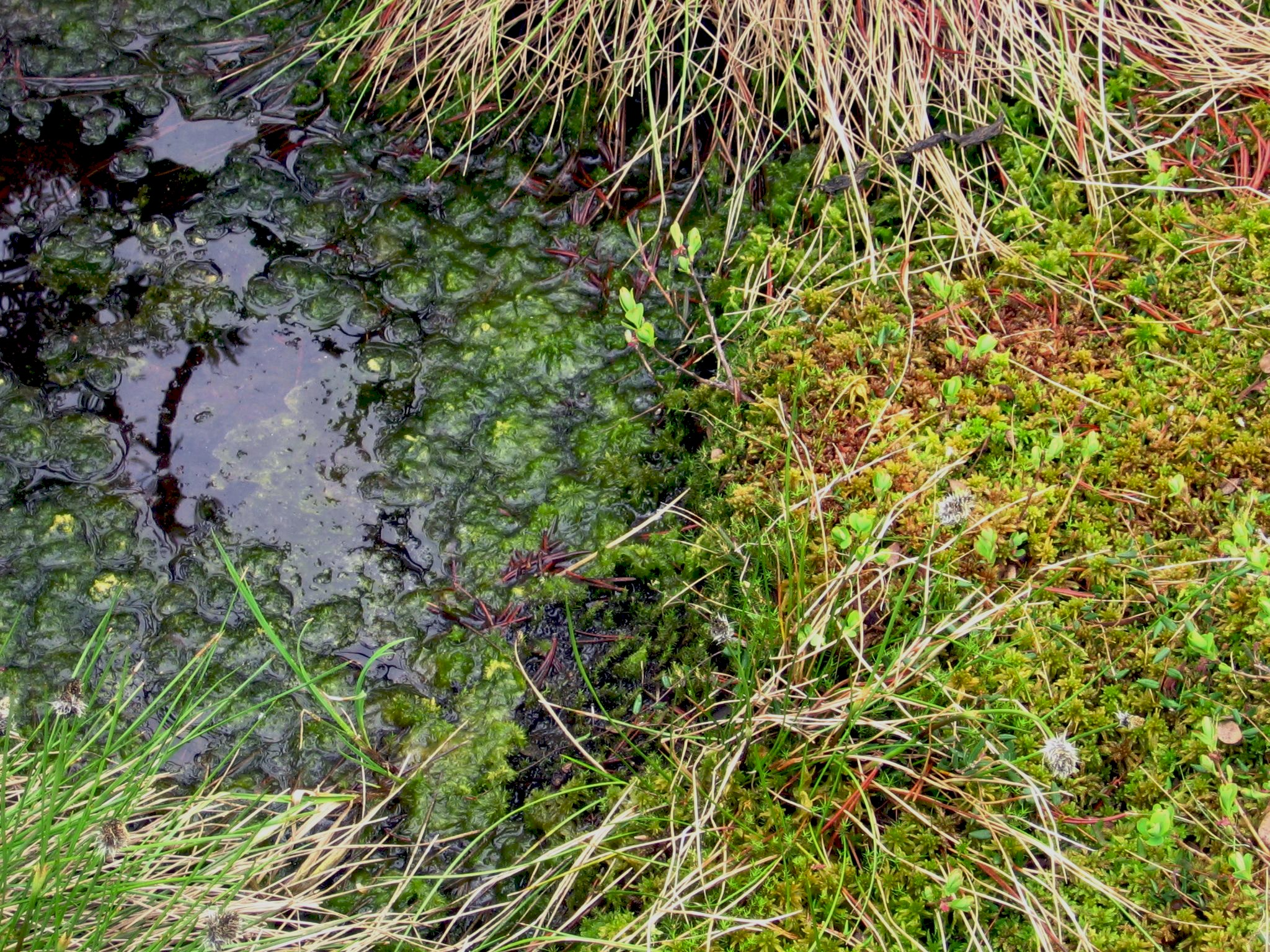
Sphaignes

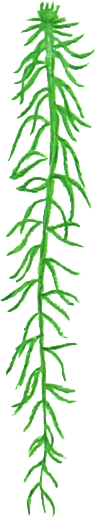
Tige de Sphagnum cuspidatum

Les végétaux affectionnant les tourbières sont dits hygrophiles. Ce sont, entre autres, les mousses et en particulier les sphaignes, mais aussi de nombreux joncs et carex dont les résidus partiellement décomposés forment, après plusieurs siècles, la tourbe.
Les sphaignes sont les représentantes principales de la strate muscinale d'une tourbière. En zone tempérée, les hautes buttes sont formées par Sphagnum fuscum, S. capillifolium, et S. austinii. Les banquettes ou buttes basses de tourbe sont formées par S. magellanicum et S. rubellum. Les dépressions sont colonisées par S. cuspidatum, S. fallax, S. denticulatum ou S. tenellum, généralement en minces couches mais qui, grâce à leur croissance très rapide (S. fallax, au soleil peut croître de 32 cm en un an), contribueront souvent le plus à la croissance de la tourbière.
Les sphaignes sont à l'origine de la tourbification de par leurs caractéristiques particulières, comme l'accroissement continu et leur capacité à acidifier le milieu par la production d'acides organiques. De plus, même mortes, les sphaignes peuvent conserver une importante quantité d'eau, contribuant à entretenir, en surface des tourbières, un microclimat humide et plus frais, même en pleine sécheresse. Dans les milieux naturellement peu alcalins, les sphaignes captent et séquestrent naturellement le peu d'ions calcium biodisponibles, entretenant un milieu très acide et oligotrophe. Elles disparaissent cependant en cas d'apport de calcaire, comme les droseras, plantes carnivores qui les accompagnent parfois. D'autres plantes dont la matière contribue à l'accumulation de tourbe sont les carex, la linaigrette et la molinie, et des arbustes de la famille des éricacées (bruyère, callune, etc.). On y trouve parfois des arbres tels que l’épicéa et le mélèze.
Les tourbières, étant souvent situées dans des secteurs froids ou à humidité très élevée durant une grande partie de l'année, accueillent parfois des espèces relictuelles des périodes glaciaires. Des plantes comme la ligulaire de Sibérie ou le saule des Lapons trouvent ainsi refuge dans les tourbières, parfois très loin de leur aire actuelle de répartition située dans les zones boréales.

### Arbres et tourbières
Certaines tourbières sont plus ou moins boisées voire enforestées (en zone tropicale, on peut voir jusqu'à plus de 1 000 arbres par hectare, et plus de 100 espèces différentes appartenant à des dizaines de genres et familles pour un seul hectare).

#### En zones tempérée et froide

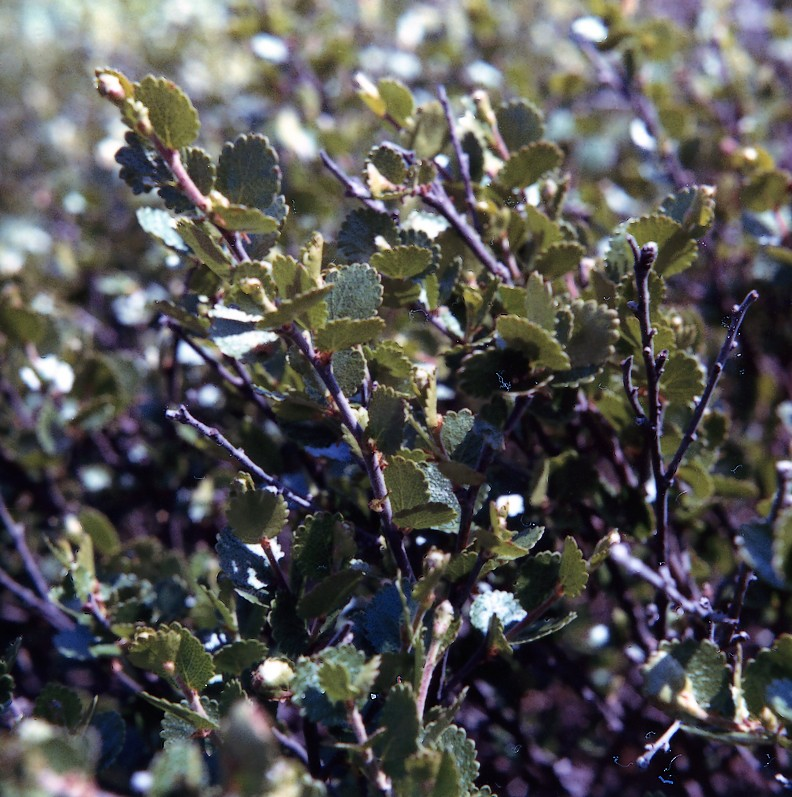
Le bouleau nain, tourbière du Cachot, canton de Neuchâtel (Suisse)

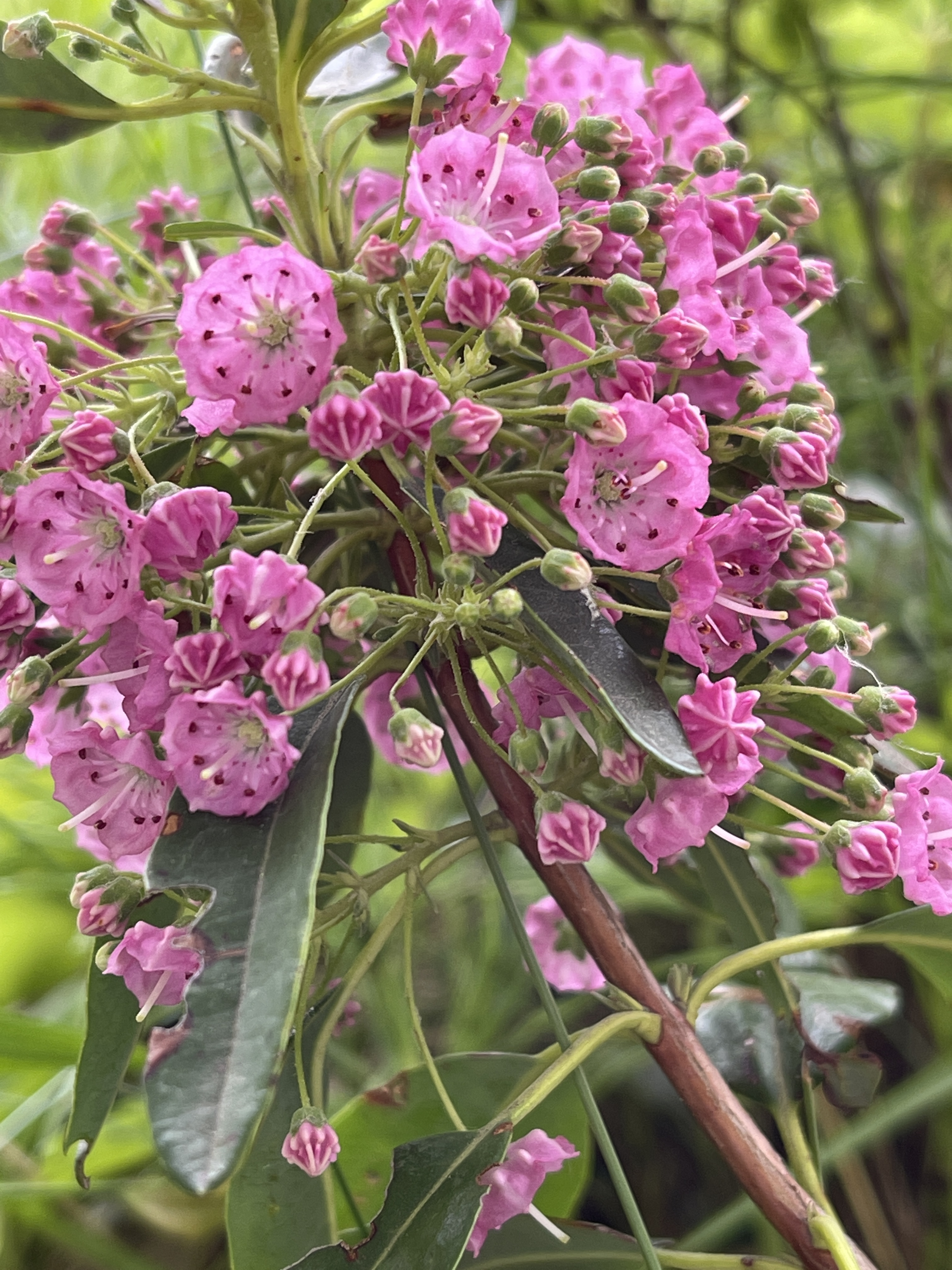
Kalmia angustifolia, Québec, Canada

La présence de pollens fossiles n'est pas un indice certain de présence ancienne d'arbres dans la tourbière même (les pollens sont transportés par le vent, l'eau et les animaux). Les arbres tels que saules, bouleaux ou pins fossilisent mal dans les tourbières (sauf s'ils ont été ennoyés par un accident climatique), du fait de leur enracinement superficiel et de leur décomposition rapide par les communautés de champignons et bactéries qui profitent de l'environnement très humide.
Dans le sud de la zone circumpolaire européenne, les arbres sont communs dans les tourbières alcalines, mais rares ou absents de la plupart des tourbières acides actives (très humides et fraîches), et la surface terrière (« G ») moyenne ou totale y est généralement faible.
Les gestionnaires ouest-européens ont longtemps privilégié,, une gestion des tourbières défavorisant les arbres (via le débroussaillement et le déboisement), notamment :
- parce que les tourbières non exploitées sont souvent petites ou relictuelles, et situées dans un contexte drainé ;
- et que les arbres (via leur évapotranspiration, leur ombrage et leurs feuilles mortes) peuvent contribuer à assécher, humifier et modifier le milieu et irréversiblement le détruire.

Mais l'étude des fossiles des tourbes anciennes montre que des arbres colonisaient autrefois significativement certaines tourbières, notamment dans les horizons profonds datés de 6000 ans avant nos jours (et comme on le voit encore aujourd'hui en Europe du Nord). Alors qu'une partie de la faune herbivore régressait ou disparaissait (mégaceros, rennes, élans puis castors en Europe de l'Ouest), ce sont l'exploitation du bois, l'élevage et l'agriculture qui auraient précocement complètement déboisé la plupart des grandes tourbières d'Europe de l'Ouest, favorisant des espèces telles que les droseras. À certaines conditions, les gestionnaires des tourbières admettent aujourd'hui un peu mieux la présence d'arbres, estimant que les risques liés à l'évapotranspiration sont limités (les sphaignes ont également un fort pouvoir d'évapotranspiration, permanent, alors que les arbres poussent mal quand la tourbe contient plus de 50 % d'eau).
Dans l'hémisphère nord, ce sont par exemple le bouleau (en périphérie) et des saules, souvent nains ou rampants et à croissance très lente tels que Salix repens, Salix retusa, Salix herbacea, Salix lapponum, quelques buissons et parfois de grands résineux (pins…) qui habitent les tourbières. Le rare bouleau nain (Betula nana), véritable « relique glaciaire », peuple certaines tourbières suisses (pays où il est strictement protégé ; voir illustration ci-contre à gauche).

#### En zone tropicale
La tourbe s'y est souvent accumulée sur plusieurs dizaines de mètres d'épaisseur. Ces tourbières ont été épargnées par les glaciations, et elles bénéficient en outre d'un climat annuel souvent plus stable, ce qui explique que la diversité des arbres qui se sont adaptés aux sols tourbeux est souvent très élevée.
La surface terrière de chaque arbre y est plus faible qu'ailleurs en forêt tropicale, mais elle est compensée par une surface terrière totale parfois très élevée en raison d'une densité d'arbres/ha beaucoup plus élevée qu'en zone tempérée. Par exemple, sur 12 parcelles étudiées à Kalimantan (Indonésie), G (surface terrière) variait de 6,37 m2/ha (7 ans après une coupe rase) à 52,40 m2/ha, avec une moyenne de 26,8 m2/ha (soit plus que les 22,5 m2/ha qui sont la moyenne pour la forêt publique en France métropolitaine) pour ces 12 sites de tourbières boisées ou naturellement enforestées.
À titre d'exemples :
- Une parcelle de 70 mètres × 150 mètres (1,05 hectare) de forêt ancienne marécageuse (19 à 40 m d'épaisseur de tourbe) a été inventoriée près du village de Mensemat, comté de Sambas, à l'Ouest de l'île de Kalimantan (Indonésie)[15] :
  - Pour les arbres de plus de 10 cm de diamètre, les scientifiques y ont relevé une densité de 698 arbres/ha, et 86 espèces différentes (58 genres, 31 familles), soit plus que ce qu'on pourrait trouver dans toute l'Europe.
  - Ce à quoi il faut ajouter une densité de 5 043 petits arbres/ha (2 à 10 cm de diamètre) qui eux appartenaient à plus de 100 espèces (67 genres appartenant à 33 familles). Dans ce cas, il semble donc que 15 % des essences n'y peuvent atteindre l'âge adulte. Par ailleurs, comme en zone tempérée, les arbres y croissent lentement et sont plus petits et de diamètre inférieur. Ils appartenaient aux familles suivantes : Euphorbiaceae, Annonaceae et Diptérocarpacées. La plupart des arbres étaient de faible diamètre (diamètre de 2 à 30 cm), les plus grands dépassant rarement un diamètre de 60 centimètres. Concernant la densité d'arbres et leur diversité, il ne s'agit pas d'un exemple isolé.
- En 1994, Sudarmanto a relevé[16] sur un seul hectare 433 arbres de plus de 10 cm de diamètre, appartenant à 122 espèces, dans un marais forestier du parc national de Gunung Palung dans cette même région (ouest de Kalimantan) ;
- Dans le parc national de Tanjung Puting, au entre de Kalimantan, Mirmanto (1999) a compté[17] 728 arbres de plus de 5 cm de diamètre sur un seul hectare, appartenant à 96 espèces. Dans ce même parc, Hamidi, près de 10 ans auparavant[18], avait déjà relevé 108 espèces d'arbres sur seulement 0,75 ha (soit 812 espèces d'arbres/ha) ;
- Saribi et Riswan, en 1997, enregistraient[19] une densité d'arbres encore plus élevée (1 004 arbres/ha) dans une autre forêt sur tourbière (Nyaru Menteng Arboretum, Centre de Kalimantan), mais dans ce cas avec une diversité plus faible d'essences (64 espèces estimées à partir d'une identification de la moitié de la parcelle étudiée, sur 0,5 ha)[20].

Croissance des arbres : des chercheurs ont suivi la croissance des arbres d'une tourbière sur une parcelle de 1 ha dans le parc national de Tanjung Puting créé en 1998 sur l'île indonésienne de Kalimantan. La circonférence moyenne des arbres s'est accrue de 0,9 cm/an, variant de 0,4 cm/an à 3,9 cm/an. Ceux qui grossissent le plus vite sont ceux dont le diamètre est compris entre 30 et 40 cm.
Parmi les arbres de diamètre plus petit que 4,8 cm, de 1998 à 1999, 27 arbres sont morts, et 49 ont été « recrutés ».
La surface terrière totale est passée de 40,77 m2/ha à 41,89 m2/ha ; 0,62 m2/ha ont été perdus (en arbre mort) compensés par + 0,76 m2/ha gagnés en croissance. 0,98 m2/ha correspondent au recrutement. La composition floristique est restée quasi stable.

### Faune des tourbières

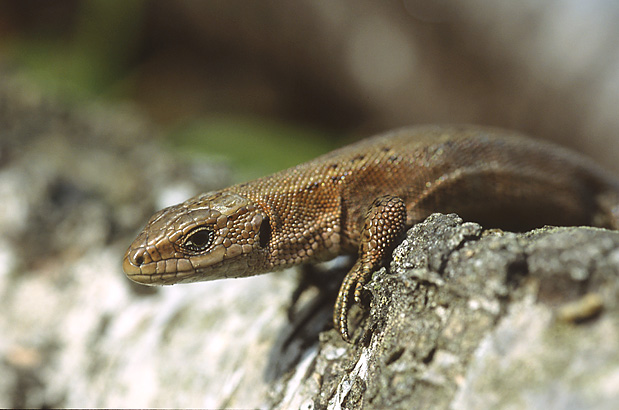
Lézard vivipare (Zootoca vivipara)
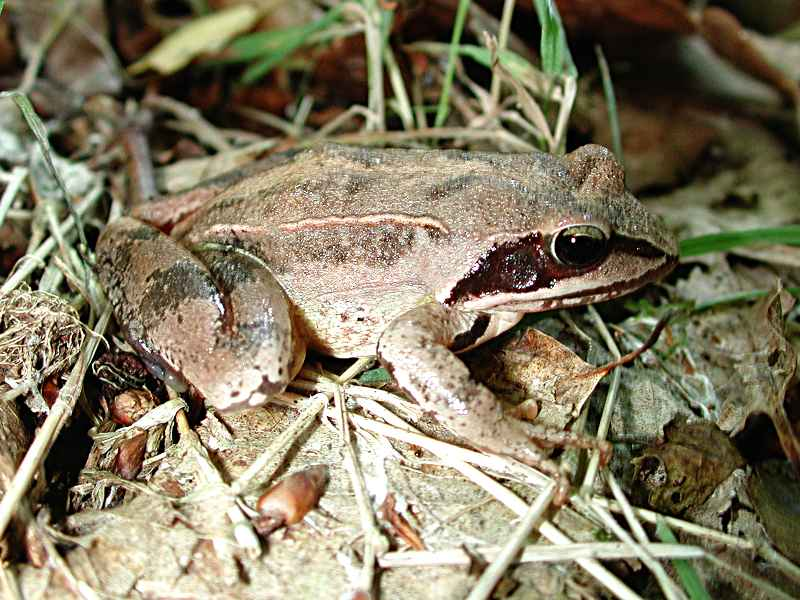
Grenouille rousse (Rana temporaria)
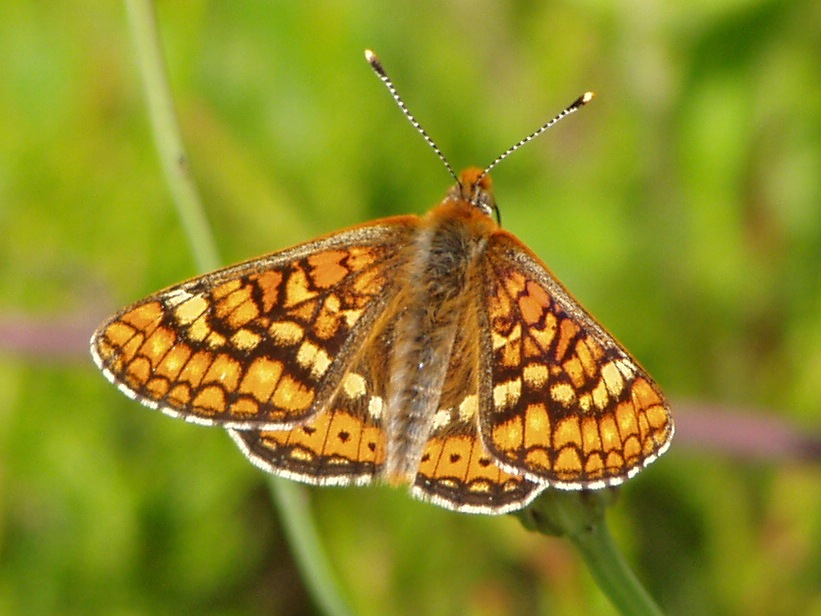
Damier de la succise (Euphydryas aurinia)
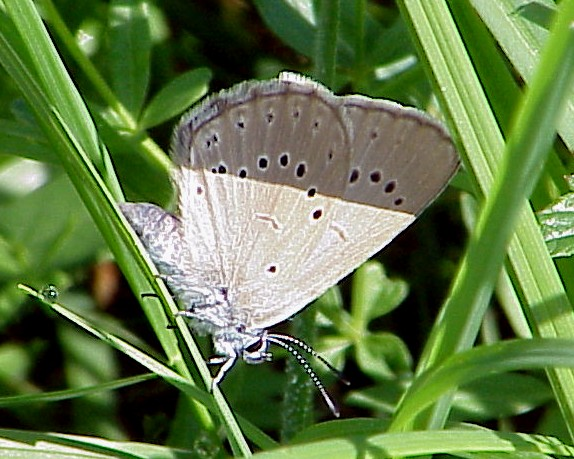
Azuré de la sanguisorbe (Phengaris teleius)
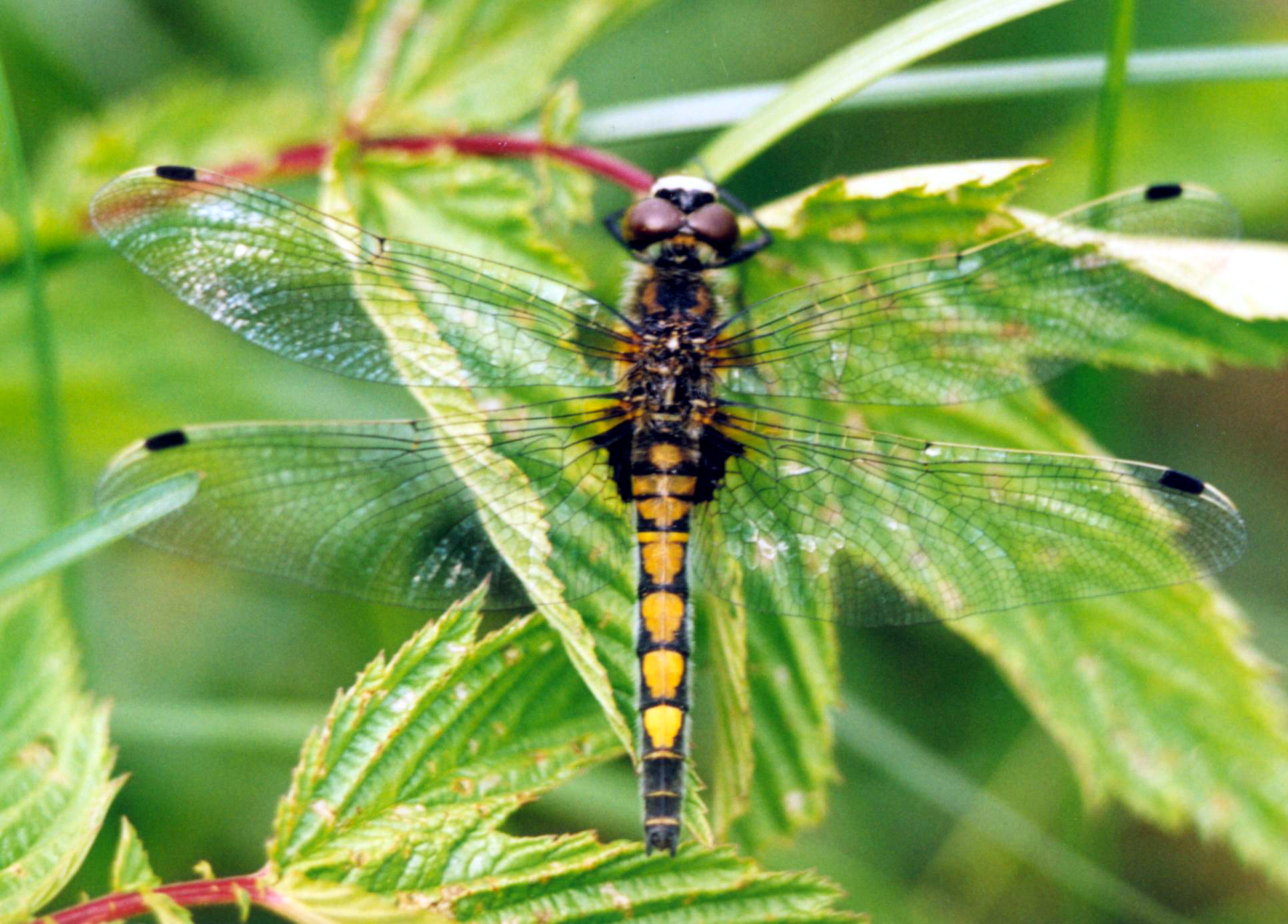
Leucorrhine à gros thorax (Leucorrhinia pectoralis)
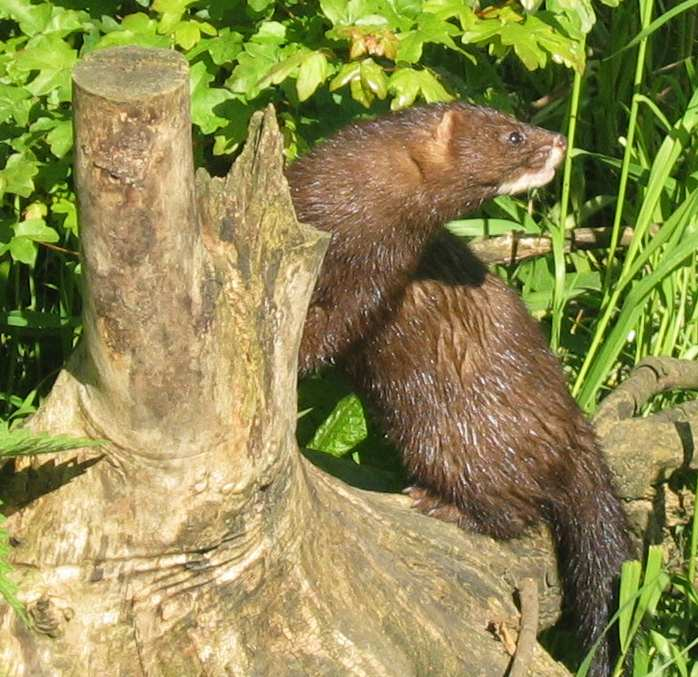
Vison d'Europe (Mustela lutreola)

### Flore des tourbières

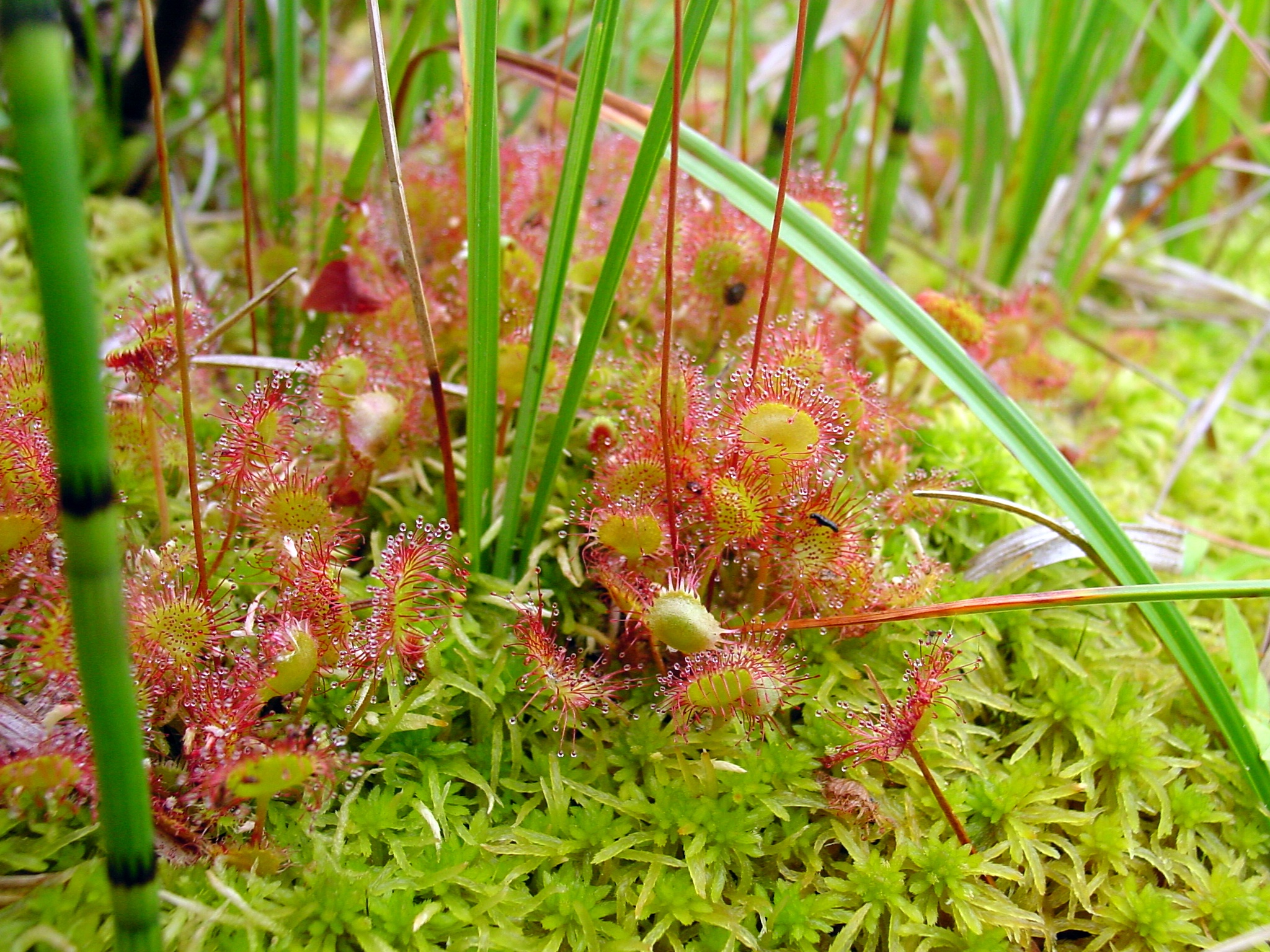
Droséra à feuilles rondes (Drosera rotundifolia)
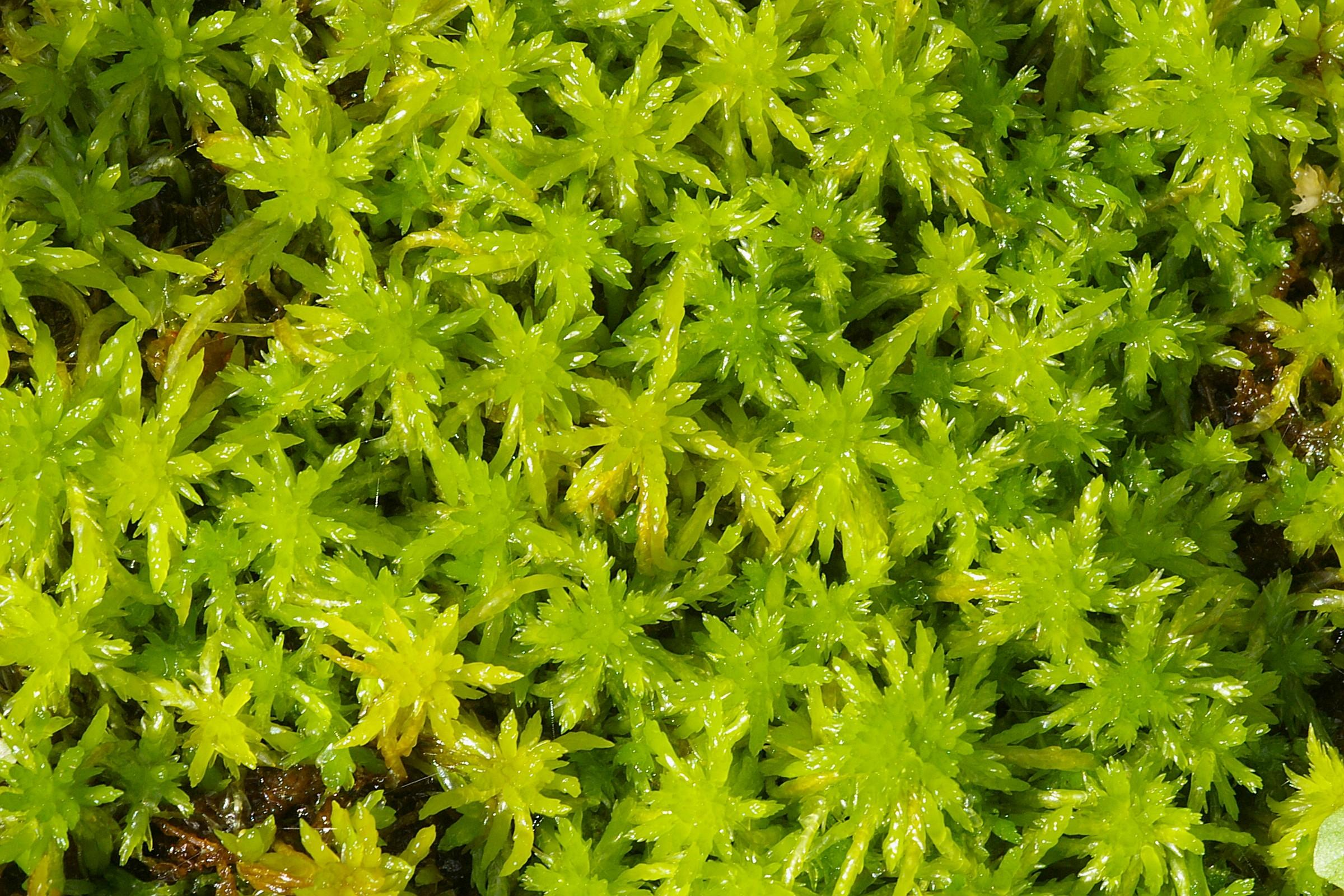
Sphagnum fallax
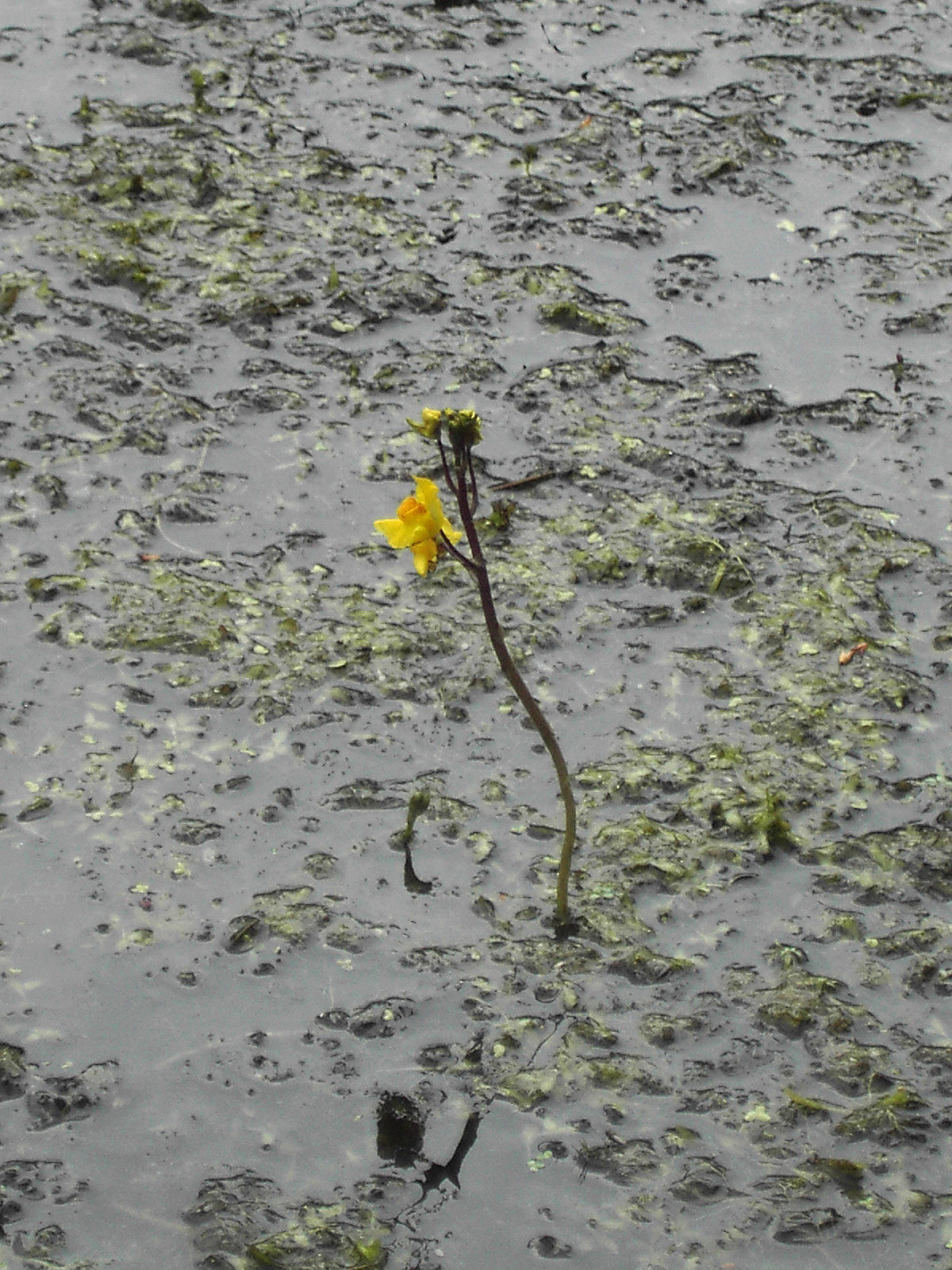
Utriculaire (Utricularia vulgaris)
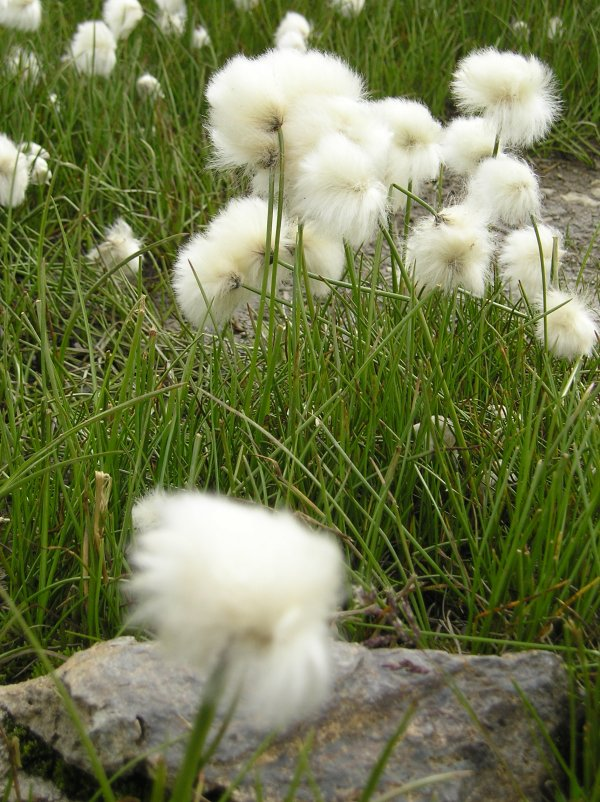
Linaigrette à feuilles étroites (Eriophorum angustifolium)
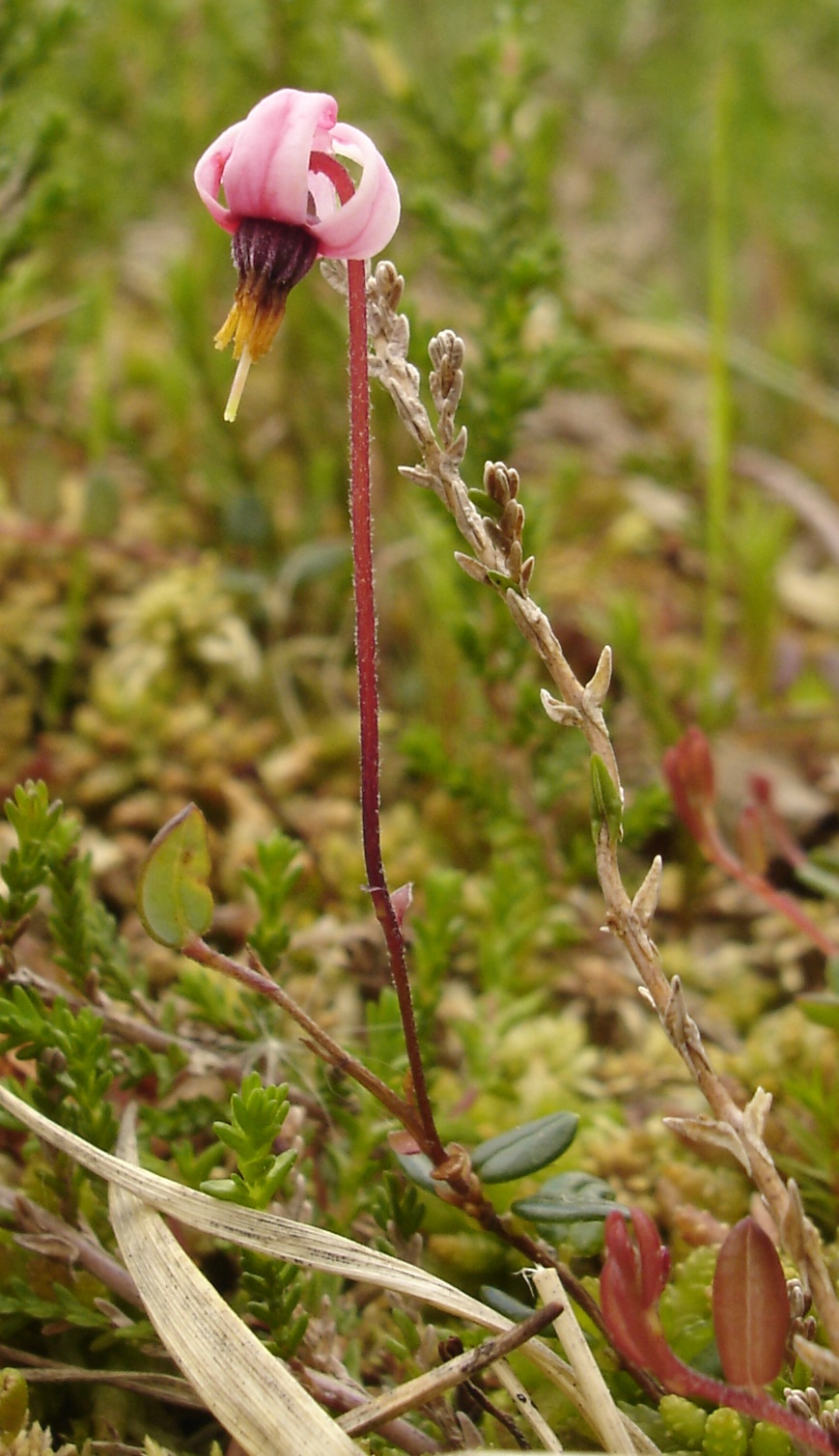
Canneberge (Vaccinium oxycoccos)
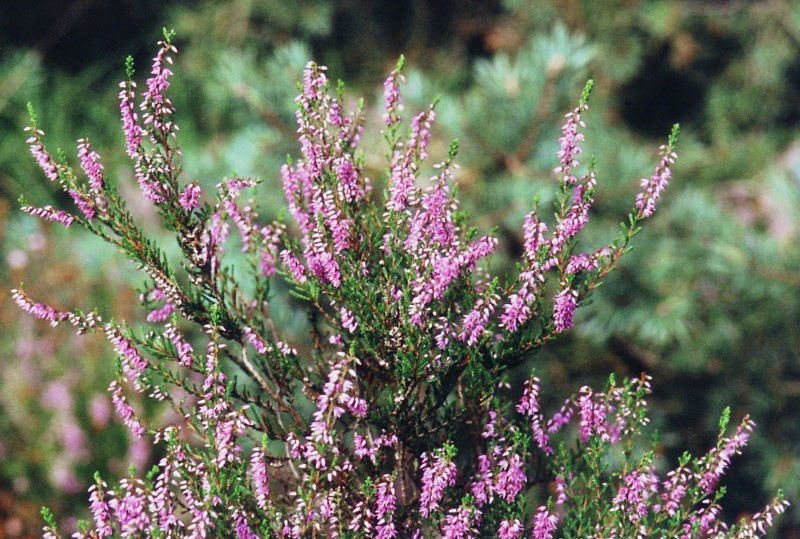
Bruyère callune (Calluna vulgaris)

## Les nombreux intérêts des tourbières

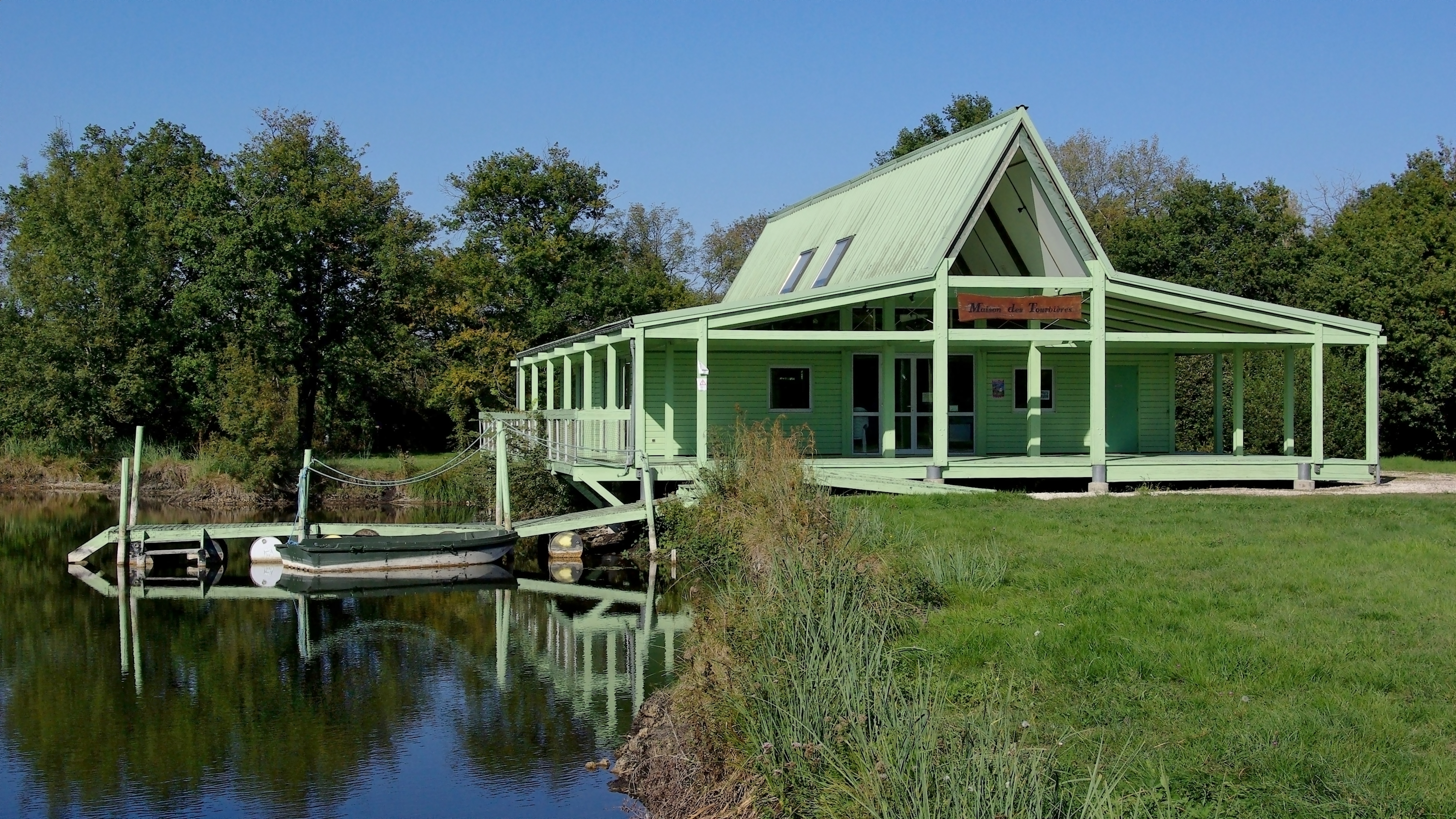
Écomusée de la tourbe, Vendoire, France

### Valeur patrimoniale: les habitats naturels, la faune et la flore
Les tourbières ne constituent pas un écosystème homogène, mais plutôt une mosaïque de structures végétales, d'écosystèmes et de paysages variés (prairies marécageuses, étangs, landes, zones boisées, etc.). Ce type de zone humide, notamment les tourbières acides et pauvres en nutriments, abritent de nombreuses espèces rares, spécialisées, protégées et/ou menacées. Les tourbières offrent également des opportunités pour les espèces migratrices de se reposer et d’hiverner. Elles abritent aussi une grande quantité de micro-organismes, dont des bactéries et cyanobactéries (1 000 000 000 d'individus environ par litre d'eau), des algues unicellulaires (également 1 000 000 000 par litre) qui sont consommés par des protozoaires (100 000 par litre), des rotifères (100 000 par litre). On y trouve aussi des nématodes (10 000 par litre) et certaines larves d'invertébrés ainsi que des amphibiens.
Elles font partie des habitats qui peuvent être protégés dans le réseau Natura 2000 ou mis en réserves naturelles, nationales ou régionales (réserve naturelle régionale de la tourbière de Vred, réserve naturelle des Hautes-Fagnes, par exemple).
Les tourbières fournissent également un service écosystémique culturel à travers la culture, le tourisme, l'éducation et les loisirs car elles sont intéressantes et regorgent d'écosystèmes caractéristiques.

### Valeur écologique

#### Rôle dans le cycle de l'eau
La majorité des tourbières sont situées dans les zones de moyenne et haute montagne, près des sources des grands fleuves et rivières. On dit qu'elles sont en « tête de bassin versant ». Comme les autres types de zones humides, elles ont un rôle important dans le cycle de l'eau :
- rétention de l'eau : les tourbières jouent un rôle de régulation des flux hydriques, en retenant l'eau pendant une période plus ou moins longue avant de la restituer au milieu. Cela est notamment dû aux caractéristiques des sphaignes, qui se comportent comme de véritables éponges. En régulant le débit de l'eau, les tourbières permettent d'adoucir les phénomènes de crue. Et, en restituant progressivement l'eau à son milieu, les tourbières maintiennent un débit d'eau minimal dans les cours d'eau en été (on parle de soutien des débits d'étiage) ;
- filtrage et assainissement de l'eau : les végétaux qui croissent en tourbière permettent de purifier l'eau qui la traverse, en utilisant pour leur croissance les matières minérales et organiques en excès, et permettent ainsi un assainissement de l'eau. Mais un apport trop important de matières minérales déstabilise le fonctionnement même de la tourbière, en accélérant la dégradation de la matière organique morte, à l'origine même de la formation de tourbe. Passé un certain seuil, la matière organique stockée dans la tourbe est minéralisée, la végétation en surface est modifiée, les sphaignes disparaissent et la tourbière devient inactive.

#### Stockage du carbone
Une étude de Hari Eswaran et al. estimait en 1993 que les sols des tourbières (histosol (en)) stockent plus de 20 % de la matière organique totale de tous les sols (357 Pg sur un total de 1 576 Pg), alors que leurs superficies n’excèdent pas 3 % des terres émergées. Ainsi, les activités humaines émettant environ dix milliards de tonnes de carbone par an (données 2013), la perte de seulement 1 % des sols tourbeux restant représenterait entre 40 et 50 % des émissions annuelles de carbone anthropique,,.
Des estimations plus récentes portent cette estimation à 550 Gt équivalent CO2 (Gt éq. CO2 dans le monde), soit presque le double de tout le carbone stocké par la biomasse forestière, 75 % du carbone de l’atmosphère et 30 % du carbone des sols du monde entier.
En France, ce service de stockage du carbone se dégrade continuellement. Selon Hans Joosten (2009) il est passé de 150 Mt de carbone en 1990 à 137 Mt en 2008 en raison du drainage, de l'exploitation et/ou de la minéralisation des tourbières,,.
Les tourbières émettent du méthane (20 à 40 % des émissions totales, et 70 à 90 % du total des émissions naturelles) mais sont néanmoins l'un des puits naturels de carbone les plus importants de tous les milieux émergés (sur une petite surface, elles absorbent environ 1 % de toutes les émissions de carbone fossile, 0,07 pour 8,2 Pg émis et absorbé par la biomasse)[réf. nécessaire]. Ceci grâce à la diversité des espèces végétales qui va améliorer la séquestration de carbone. Elles fournissent également de nombreux autres services écosystémiques,. Les émissions ou échanges de protoxyde d'azote y sont en outre limités.

### Valeur historique et paléologique: la mémoire des tourbières

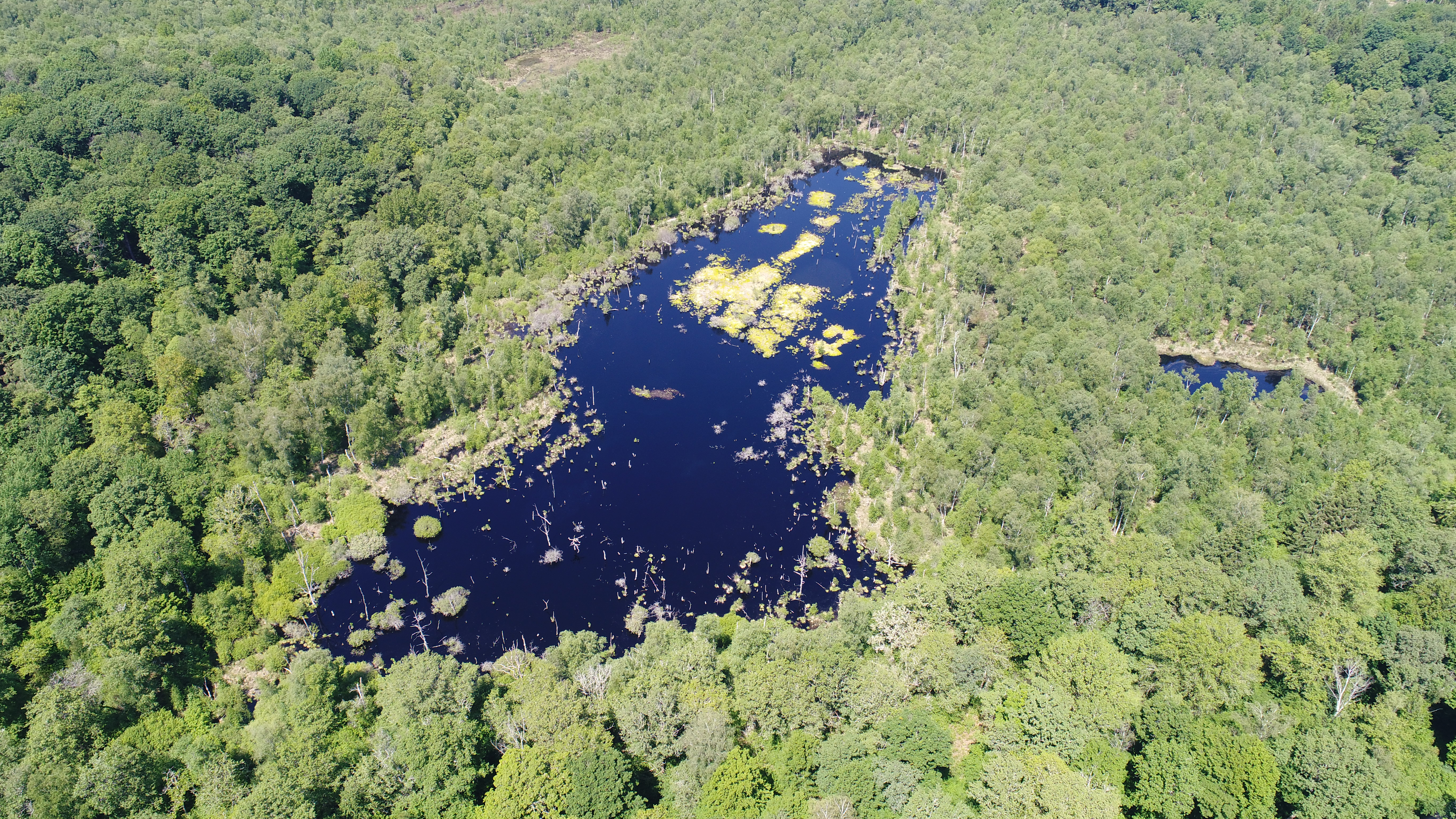
La tourbière de la Grande Pile, en Haute-Saône, est une référence pour l'histoire climatique de l'Europe occidentale : elle fournit en effet un enregistrement des fluctuations climatiques sur les derniers 135000 ans.

Comme on l'a vu, la tourbe se forme dans un milieu constamment gorgé d'eau, et donc très pauvre en oxygène (on parle d'un milieu très peu oxydant). Cela permet à la matière organique de rester dans un bon état de conservation, même après des milliers d'années. Ainsi, le pollen des arbres, arbustes et plantes qui se dépose au gré du vent dans une tourbière reste conservé dans la tourbe, et s'accumule au fil des ans, des siècles, des millénaires. La tourbe constitue un enregistrement de l'état de la végétation passée.
L'étude des grains de pollens, la palynologie, a fait grand usage de cette propriété des tourbières. Comme pour la glaciologie où l'on peut réaliser des carottes de glace et y lire l'histoire du climat, les palynologues réalisent des carottes de tourbe pour y lire l'histoire de la végétation. Après préparation des échantillons, les différents types de grains de pollen sont identifiés et comptés, puis les différentes strates des carottes sont datées. On obtient ainsi un diagramme pollinique, qui retrace l'histoire de l'évolution de la végétation depuis que la tourbe l'a enregistrée.
En recoupant ces informations avec des études sur l'histoire des activités humaines, on peut avoir une idée plus précise des relations entre l'homme et le milieu naturel : défrichements, développement de la céréaliculture, plantations de résineux, pâturages, etc.
Ainsi, quand une tourbière disparaît, c'est une partie de l'histoire des paysages anciens qui disparaît, mais également une partie de l'histoire du développement des populations humaines passées.
D'une manière générale, les vestiges organiques de toutes sortes sont préservés : on a ainsi pu retrouver de nombreux corps humains momifiés à travers l'Europe du Nord, les hommes des tourbières. Ces véritables fossiles nous renseignent notamment sur la culture et le mode de vie des hommes de l'âge du fer. On a aussi retrouvé un manuscrit enluminé dans une tourbière irlandaise en 2006.

### Valeur économique: l'exploitation des tourbières
Il existe deux types d’exploitation: l’exploitation in situ et l’exploitation ex situ. L’exploitation in situ est lorsqu’une culture est entreprise sur la tourbière, par exemple l’agriculture ou la foresterie. Au Canada, l’exploitation in situ des tourbières est majoritairement destinée à la culture de canneberges et de l’épinette noire (Picea mariana),. À ce jour dans ce pays, 17 millions d’hectares ont été drainés pour les activités de foresterie. L’exploitation ex situ définit l’extraction de la tourbe à des fins commerciales. La tourbe extraite sert principalement pour des usages reliés à l’horticulture, la combustion énergétique, la balnéothérapie et comme absorbant écologique. En Suisse les tourbières sont protégées depuis 1987 et l'extraction de tourbe est interdite. Par contre, selon l'Office fédéral de l’environnement OFEV, 524 000 m3 de tourbe sont importés chaque année. Le Conseil fédéral met en place depuis 2012 un plan basé sur la collaboration entre les milieux économiques, les scientifiques et la société civile. En vue de réduire l’utilisation de la tourbe par étapes, une enquête identifie divers emplois de la tourbe et les volumes utilisés. L’OFEV encourage les substituts appropriés en soutenant financièrement la recherche. Il invite les producteurs et le commerce horticoles à signer une déclaration d’intention.
La forte teneur en matière organique de la tourbe sèche en fait un très bon combustible, traditionnellement exploitée dans les régions où les tourbières sont abondantes. L'extraction de la tourbe débute par le drainage de la tourbière. À l'aide d'outils développés à cet effet, la tourbe est découpée en morceaux de la taille d'une brique et empilée sur la tourbière. Ce n'est qu'après avoir séché convenablement que les briques de tourbe pourront être utilisées pour le chauffage. La Finlande et la Russie font partie des principaux pays utilisant la tourbe à des fins énergétiques.
La tourbe est une ressource naturelle qui est utilisée dans les centres de balnéothérapie à des fins thérapeutiques.
La tourbe peut aussi être utilisée comme absorbant écologique. En effet, la tourbe est utilisée dans la fabrication de couches pour bébés et de serviettes hygiéniques.
Les tourbières canadiennes sont menacées par la possible exploitation de leur sous-sol qui renferme de la chromite, du cobalt ou du nickel permettant le développement des voitures électriques.

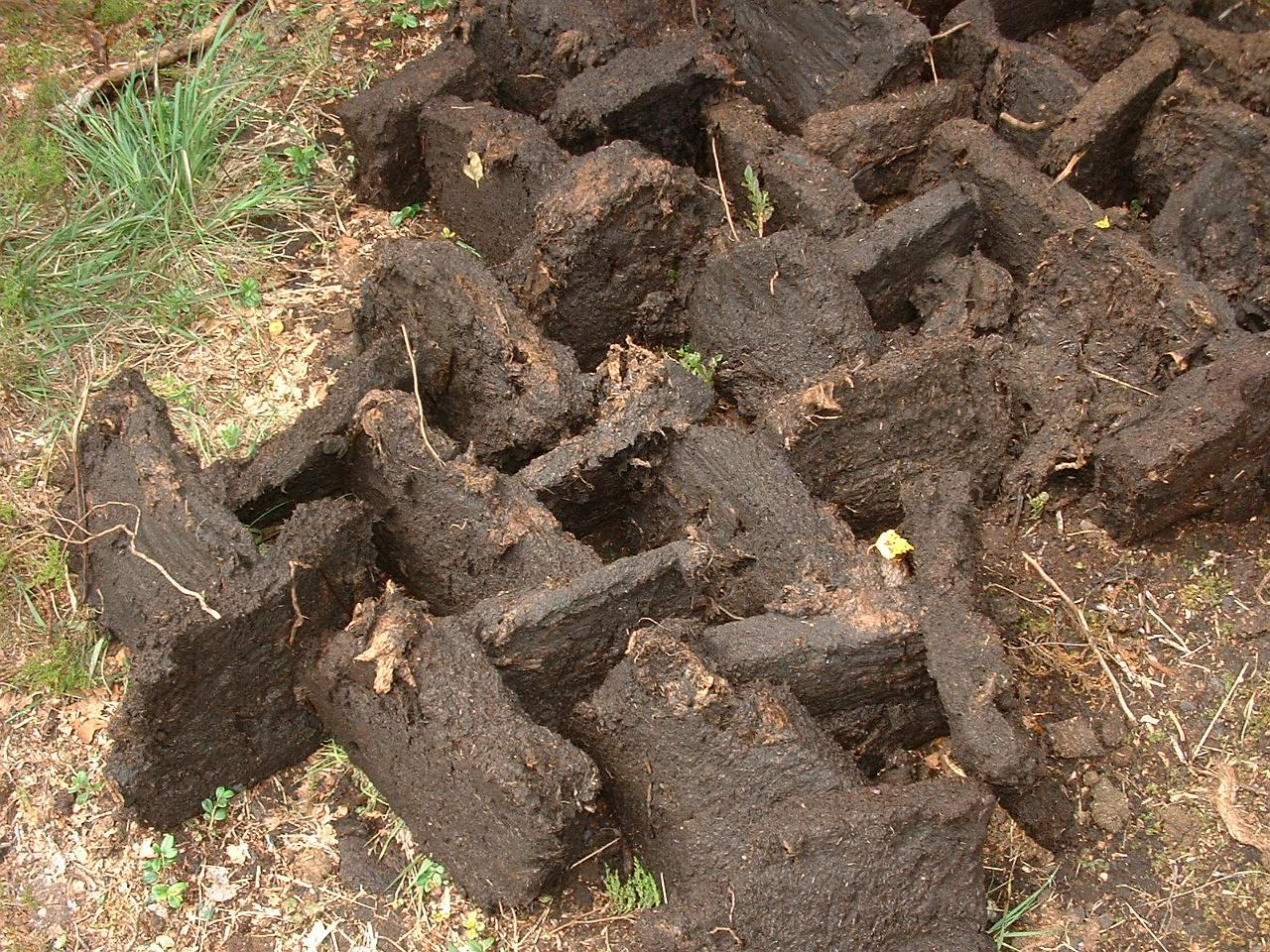
Briques de tourbe mises à sécher.
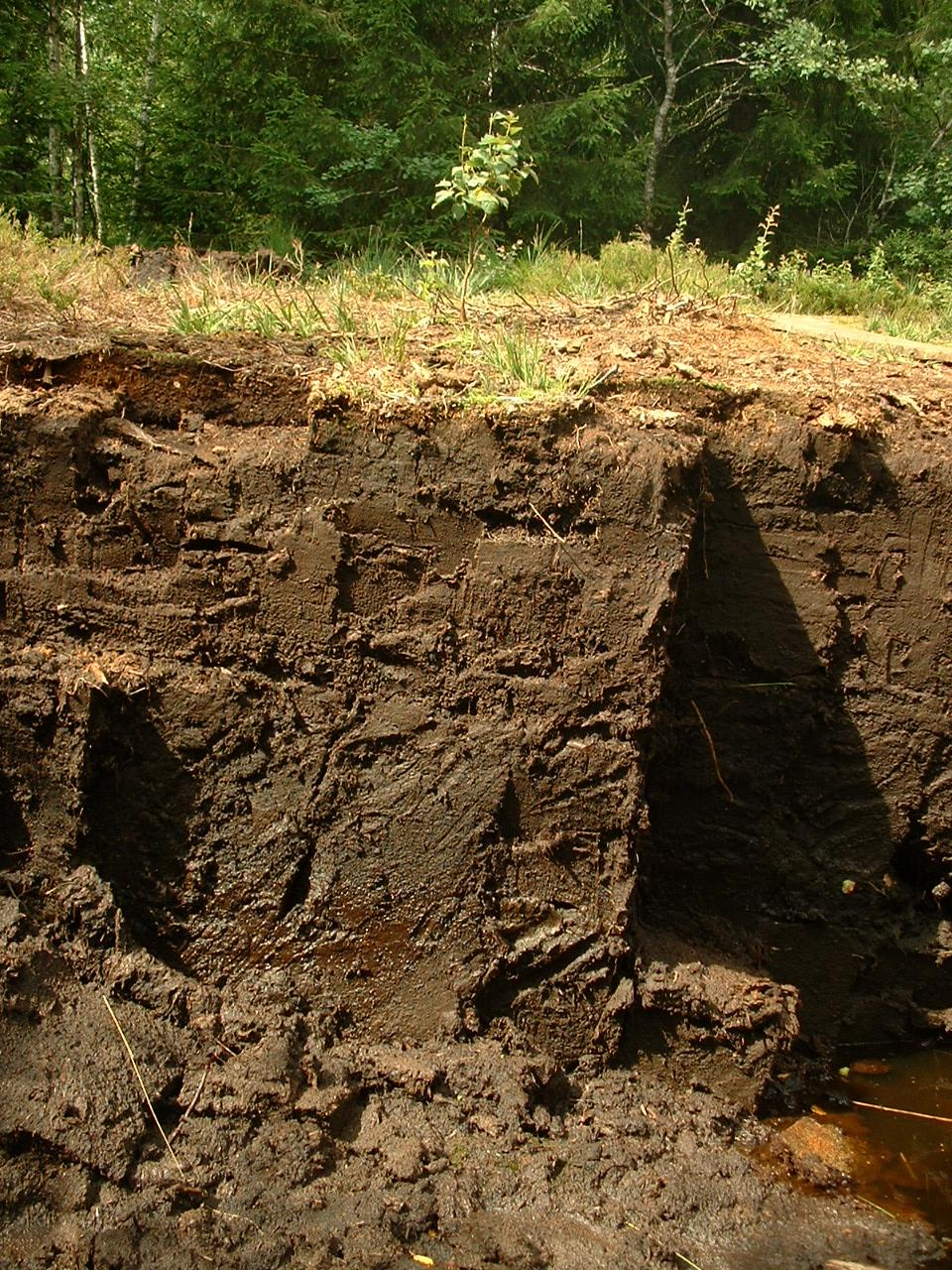
Front de taille d'une fosse de tourbage.
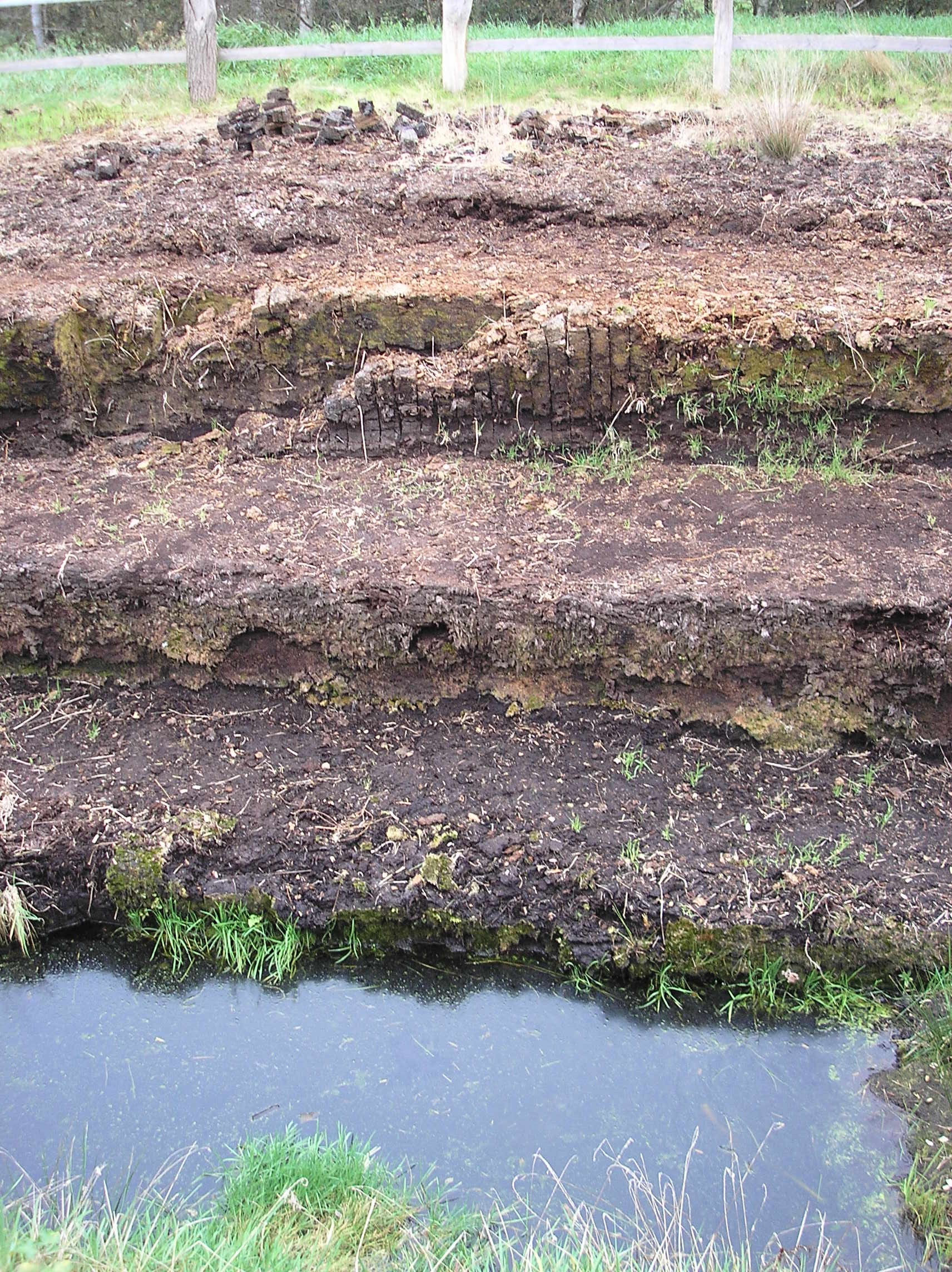
Front de taille en paliers.

## Des écosystèmes menacés

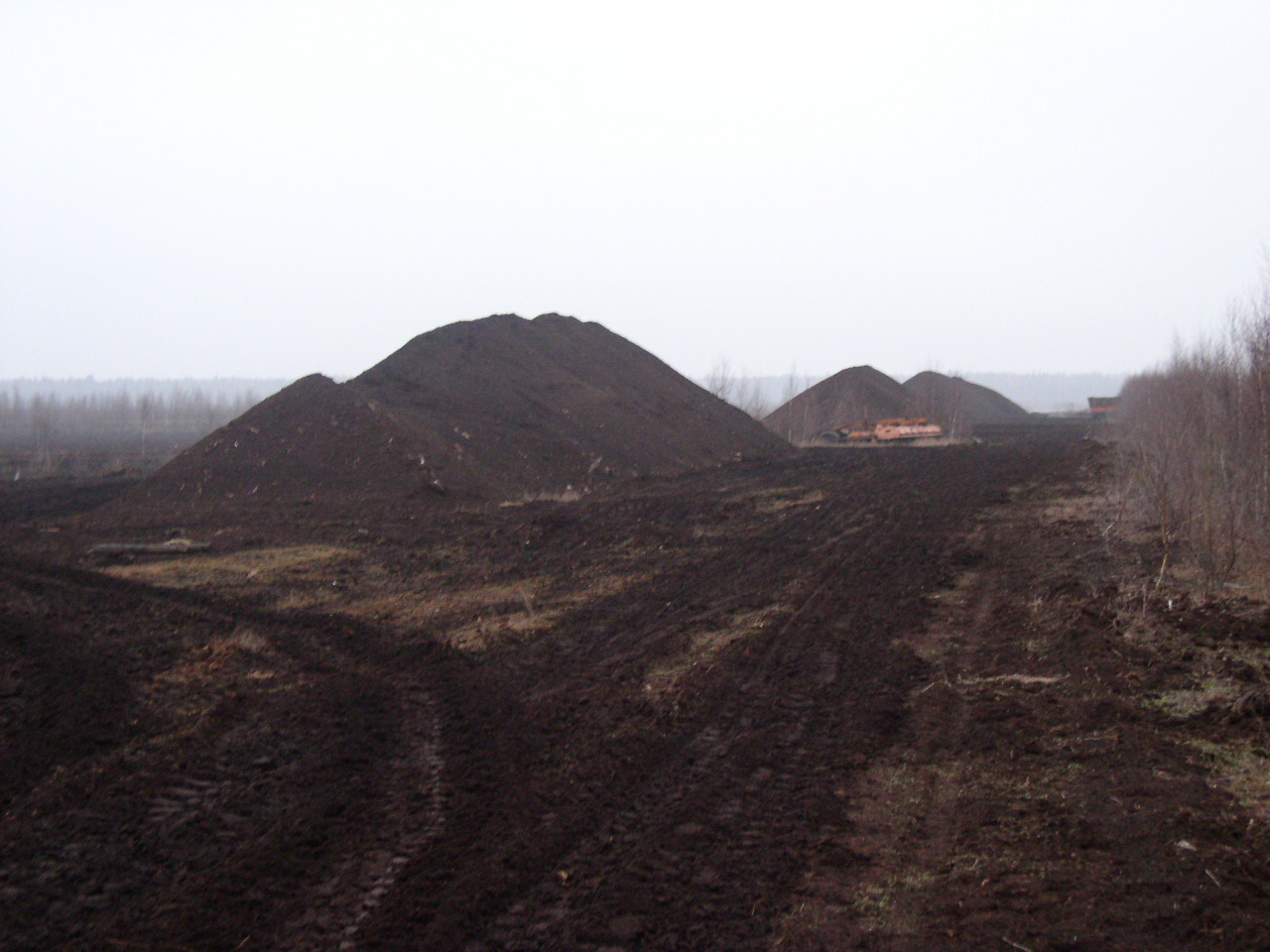
L'exploitation industrielle de la tourbe (ici en Biélorussie) est une des menaces qui pèsent sur ces milieux.

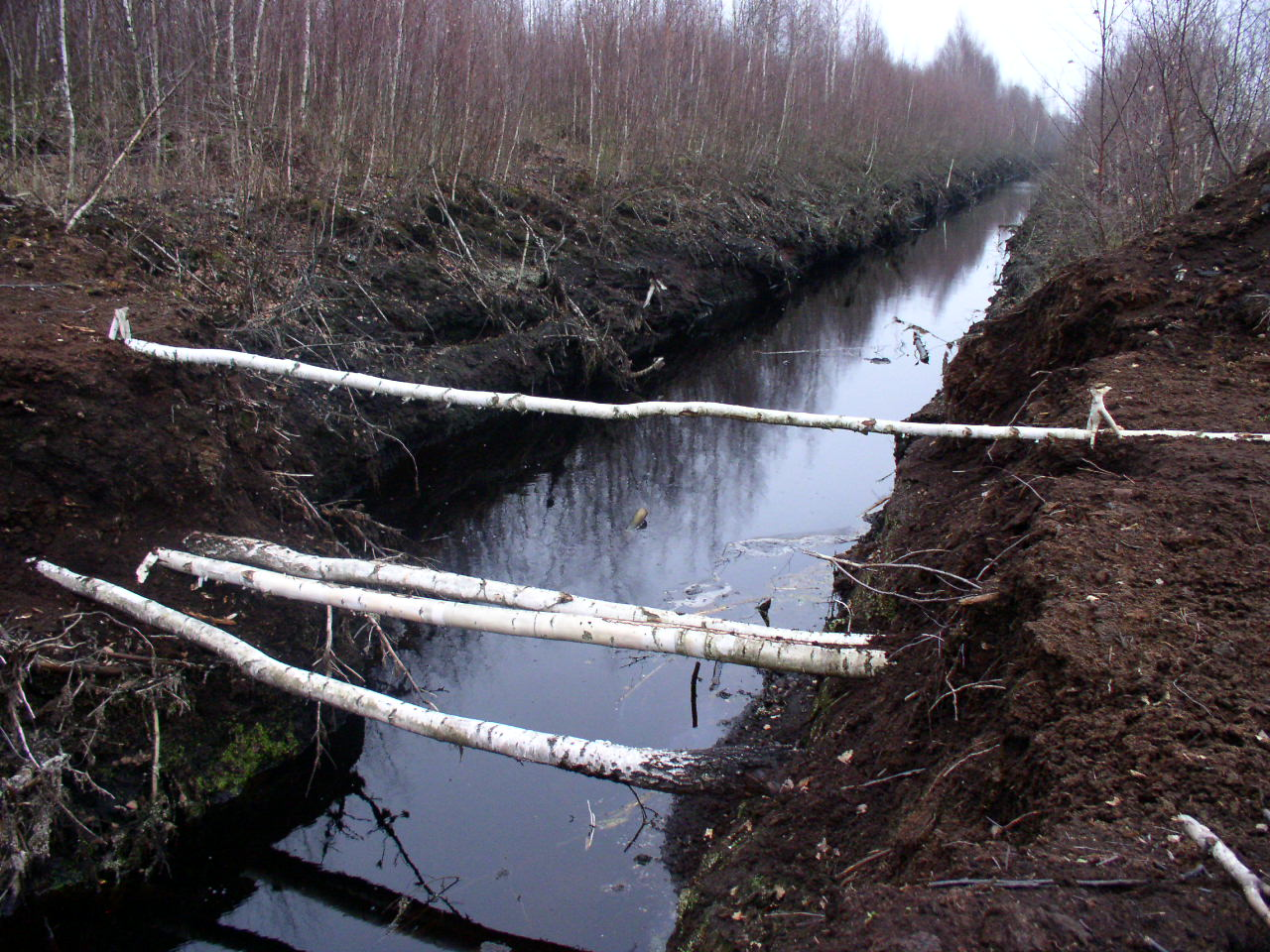
Le drainage préalable à l'exploitation a des impacts étendus et durables.

Les tourbières seraient le type de zone humide le plus répandu au monde, et si l'on additionne la forme vivante et la forme tourbe du genre Sphagnum, il constitue sur terre la plus importante masse d’origine végétale, jouant un rôle majeur en termes de puits de carbone. Les masses de tourbe sont cependant très inégalement réparties. En France, les tourbières couvrent moins de 100 000 ha et sont en régression en raison de leur exploitation, du drainage qui provoque leur minéralisation, parfois irréversible, et peut-être en raison des modifications climatiques et localement des teneurs de la pluie en nitrates d'origine agricole. Au début du XXe siècle, les tourbières couvraient encore trois à quatre millions de kilomètres carrés (selon la définition qu'on en retient) à l'échelle du globe.
- Dans le monde ; elles sont essentiellement situées en zone boréale, des latitudes 50° à 70° (au Canada, en Russie, en Fennoscandie, dans les Pays baltes et dans le Nord-Ouest européen[41]).
- En Amérique du Nord ; au Canada, où des tourbières sont en voie de restauration, comme puits de carbone notamment, elles couvrent environ 170 millions d'hectares (Gorham 1990), soit 17 % du territoire mais leur diversité écologique s'est souvent fortement dégradée, et comme en Europe elles sont aussi victimes de fragmentation écologique.
Au Québec, elles couvrent de 7 à 9 % de la superficie de la province (Buteau 1988 ; Keys 1992).
- En Europe[42],[43], il reste 48 % des tourbières naturelles (essentiellement en Europe du Nord), mais 52 % ont été converties, surtout au XXe siècle (pour moitié en pour l’élevage de bétail ainsi que pour la culture d’aliments pour animaux[1], boisées pour 30 % alors que 10 % disparaissaient avec l'extraction de tourbe ou sous l'urbanisation, les routes, etc.). C'est donc 90% des tourbières qui sont menacées et elles disparaissent à un rythme 10 fois plus rapide qu’elles ne peuvent se régénérer[1].
- En France métropolitaine, bien que n'occupant qu'un millième du territoire elles abritent 6 % (27) des espèces de plantes vasculaires de la liste rouge des espèces menacées du pays[23] et 9 % (39 espèces) des espèces protégées en France[23]. 6 % des espèces de la flore vasculaires du pays sont inféodées à cet habitat[23].
- En Suisse, les tourbières figurent parmi les environnements les plus menacés[44]. Les activités humaines telles que le drainage et l'exploitation de la tourbe exercent une pression significative sur ces environnements, les rendant très vulnérables[45].

Des plans de restauration et des méthodes de gestion restauratoire se développent, par exemple par le pâturage conservatoire.

## La combustion du carbone des tourbières
Accumulée depuis des centaines de milliers d'années, la tourbe représenterait à l'échelle planétaire environ 500 Gt de carbone, soit environ l'équivalent de soixante-dix ans d'émissions anthropiques[réf. nécessaire]. Elle est exploitée en zone tempérée depuis plus de 1 000 ans comme combustible, mais cet usage tend à diminuer.
En zone tropicale, certains incendies de forêt se prolongent parfois durant plusieurs mois par une lente combustion de la tourbe sous-jacente, dont l'épaisseur peut atteindre des dizaines de mètres. Ce problème concerne surtout les forêts d'Indonésie (Bornéo, Sumatra, Java…), dont les sols concentrent 60 % de la tourbe mondiale[réf. nécessaire]. Ces forêts millénaires sont brûlées pour être transformées en terres agricoles pour la culture de l'huile de palme, qui est ensuite exportée pour toutes sortes d'usages : alimentation (« matière grasse végétale » non spécifiée), produits de beauté, biocarburants. En tenant compte de ces rejets, l'Indonésie serait devenue le troisième émetteur de carbone après les États-Unis et la Chine. Les fumées émises sont en outre à l'origine d'une pollution par l'ozone troposphérique.

## Solutions et alternatives à l'exploitation des tourbières
Plusieurs alternatives à l’exploitation des tourbières existent, ainsi que des solutions pour minimiser les impacts de l’exploitation, tant lors de l’exploitation que lorsqu’elle est terminée. En fait, six avenues de solutions et d’alternatives possibles ont été identifiées : la conservation, l’usage de produits ou de sites alternatifs, la restauration, la paludiculture, l’afforestation et le réaménagement.

### Conservation des milieux naturels
La protection des tourbières naturelles, c’est-à-dire qui n’ont pas été perturbées ou exploitées par les humains, est l’alternative la plus rentable et la plus efficace, particulièrement dans la lutte contre les émissions de gaz à effet de serre. Comme de nombreuses espèces sont inféodées à ces écosystèmes, leur conservation contribue à maintenir l’intégrité écologique et la biodiversité à l’échelle régionale.

### Paludiculture
La paludiculture est une technique de gestion qui permet de cultiver la biomasse associée aux tourbières naturelles et même restaurées, de sorte qu’elle est compatible avec les conditions accumulatrices de tourbes de la tourbière en question. La cultivation hors terre de certains végétaux désirables de façon sélective et qui n’empêche pas l’accumulation de la tourbe, ainsi que la cueillette de baies et de champignons comestibles sont deux exemples de paludiculture.

### Produits et sites alternatifs
En horticulture, la tourbe peut être remplacée par d'autres substrats organiques comme la fibre de coco, la fibre de bois ou la fibre d’écorce de pin. Au niveau des absorbants, la tourbe peut être remplacée par le polypropylène, capable d’absorber de 7 à 9 fois son poids en huile, ainsi que la linaigrette (Eriophorum vaginatum), un dérivé de l’extraction de la tourbe, qui peut absorber 20 fois son poids en eau.

### Restauration
À la suite de l'extraction de la tourbe, l'intervention humaine est nécessaire pour restaurer l'écosystème et rétablir les fonctions écosystémiques et les services écosystémiques des tourbières. Les méthodes de restauration varient selon les régions.
Mais de façon générale, les canaux de drainage doivent être bloqués et les espèces végétales présentes avant l’exploitation industrielle de la tourbière doivent être réimplantées. Pour que la restauration ait une chance de succès, une couche de matière organique doit avoir été préservée.
Des exemples concrets de restauration sont donnés par le programme LIFE Tourbières du Jura qui a réhabilité 60 tourbières du massif jurassien franc-comtois.

### Afforestation
L’afforestation est une technique courante de gestion des tourbières exploitées, dégradées ou abandonnées, qui consiste à planter des arbres autour de la tourbière en question. L’afforestation permet de diminuer les pertes de dioxyde de carbone provenant du drainage des tourbières et éventuellement permettre de compenser les émissions de gaz à effet de serre engendrée par l’exploitation des tourbières.

### Réaménagement
Le réaménagement d’une tourbière a pour but de restaurer une tourbière sans nécessairement atteindre un niveau accumulateur de tourbe. Cette alternative est souvent utile lorsqu’une tourbière est trop dégradée pour la restauration, ou elle est suffisamment en bon état pour être utilisée à d’autres fins.

## Lexicologie et toponymie
Il existe de nombreux noms vernaculaires désignant la « tourbe » selon les régions, dans les dialectes et les patois. En outre, de nombreux toponymes s'y réfèrent. Ils se rencontrent de par le monde, dans les régions riches en tourbières. Ainsi, dans les parties boréales du Canada, une vaste étendue de tourbière (ombrotrophe ou minérotrophe) est appelée muskeg. En France ainsi qu'en Belgique, dans les régions riches en tourbières, on trouve souvent des localités portant un nom proche ou dérivé Fagne(s) « plateau tourbeux » en wallon. Il serait issu d'un mot gaulois *uagna (noté également *vagna) « pente, dépression, bas fond », dont le sens aurait dérivé vers celui de « plateau tourbeux », le breton geun, yeun « marais, tourbière » de même origine celtique *uāgnā, témoigne d'une évolution sémantique comparable.

## Réglementation

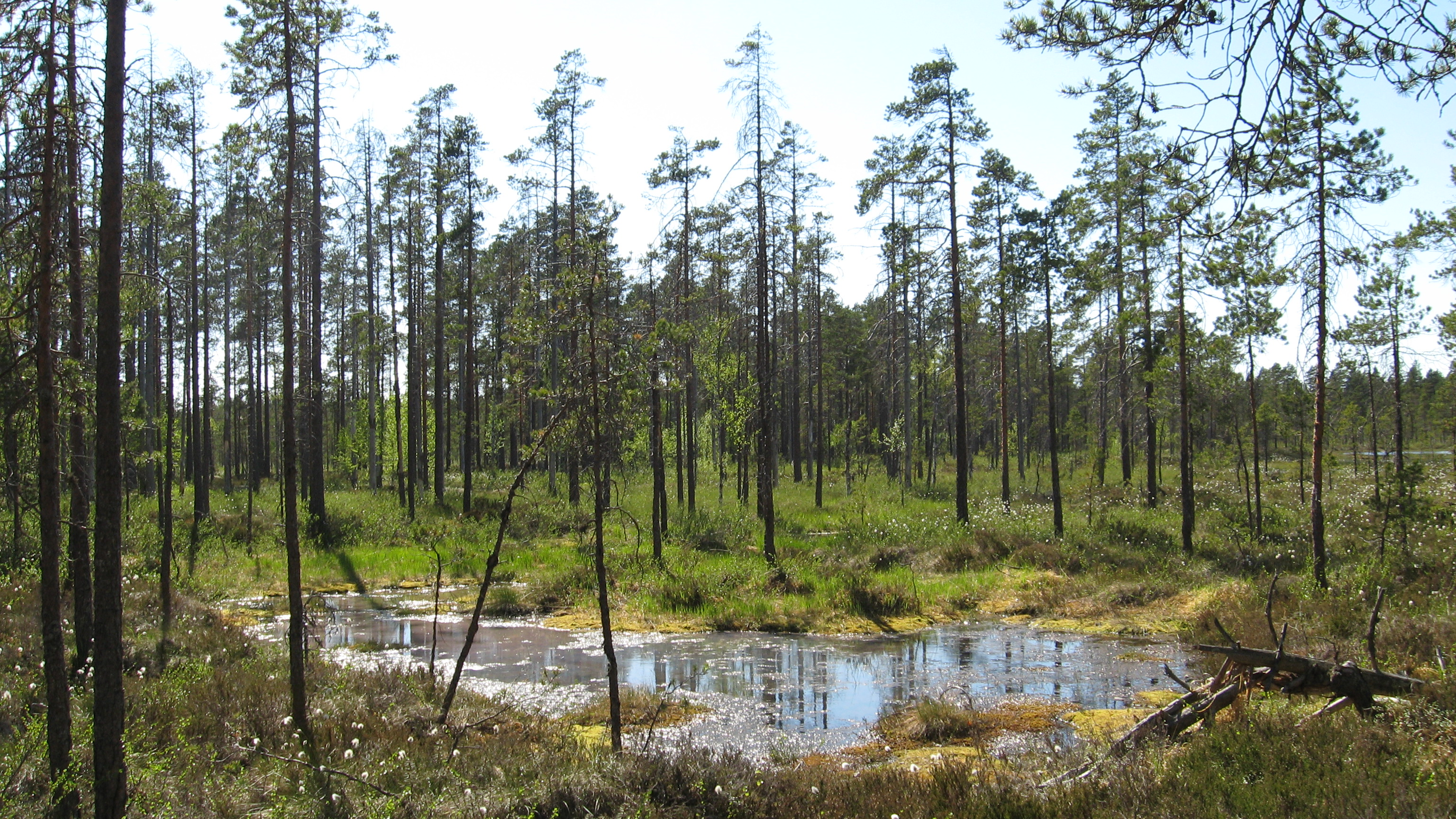
Une tourbière dans le parc national de Lauhanvuori à Isojoki, Finlande

Nombre de tourbières font l'objet d'une protection stricte (réserve naturelle, arrêté préfectoral de biotope, parc national, inventaire fédéral…). En Europe, dans le cadre de l'écoéligibilité de la nouvelle Politique agricole commune, les tourbières qui sont situées sur des exploitations agricoles sont éligibles au dispositif des « surfaces équivalentes topographiques », ce qui facilite l'accès aux subventions européennes pour les agriculteurs maintenant ces éléments d'intérêt écopaysager[réf. souhaitée].
En Suisse, à la suite de l'acceptation en 1987 de l'initiative populaire « pour la protection des marais – Initiative de Rothenthurm », plusieurs ordonnances sont publiées: en 1991 l'Ordonnance sur les hauts-marais, en 1992 l'Ordonnance sur les zones alluviales, en 1994 l'Ordonnance sur les bas-marais et en 1996 l'Ordonnance sur les sites marécageux. Un article constitutionnel oblige chaque canton de créer des zones tampons entre les tourbières et la zone agricole. Cependant, le chef du Département de la Gestion du territoire de Neuchâtel met à l'enquête publique un plan sans les zones tampons prévues, pour éviter d'indemniser les agriculteurs. Le WWF et Pro Natura exigent que des zones de transition soient prévues pour protéger les dix-huit tourbières du canton. Selon les conclusions de spécialistes, le Tribunal fédéral leur donne raison en dictant un arrêt en novembre 1997, constituant une jurisprudence pour la sauvegarde les biotopes marécageux. Il empêche l'asséchement des marais par drainage, ainsi que l'utilisation d'engrais et pesticides qui menacent la richesse biologique,.